# Самокиш Микола Семенович
Мико́ла Семе́нович Само́киш (Самокиша) (13 (25) жовтня 1860, Ніжин, Чернігівська губернія, Російська імперія — 18 січня 1944, Сімферополь, РРФСР, СРСР) — український та радянський художник-баталіст, майстер анімалістичного жанру, графік і педагог. Академік малярства (1890) і Дійсний член Імператорської Академії мистецтв (1913), Заслужений діяч мистецтв РРФСР (1937), Лауреат Сталінської премії другого ступеня (1941). Чоловік Олени Самокиш-Судковської.
Твори Миколи Самокиша відзначаються динамічністю композиції, досконалим малюнком, стриманим колоритом. Біографія Самокиша 1930 р. назвала його «блискучим ілюстратором» і «найкращим баталістом України та Росії» і художника називали «поетом коней». Він створив понад 11 тисяч картин, малюнків, офортів переважно на батальні та мисливські сюжети. Як педагог, Самокиш збагатив своїм напрацюванням теорію і практику української мистецької освіти.

## Життєпис
Народився 25 жовтня 1860 у Ніжині на Чернігівщині в бідній сім'ї «Ніжинської поштової контори з дворян листоноші» Семена Захаровича Самокиша і Марії Дмитрівни. Микола був нащадком козаків, як по лінії батька, так і матері. 
Сім'я бідувала, і батьки змушені були віддати в ранньому віці своїх двох дітей на виховання дідові по лінії матері майбутнього художника, селянинові села Носівки Дмитру Івановичу Сенику. Як виявилося, ці події і зіграли вирішальну роль у формуванні в Миколи любові до вітчизняної військової історії, до тварин та народного побуту. У Носівці зберігалися сліди старовини, бойового козацького минулого.

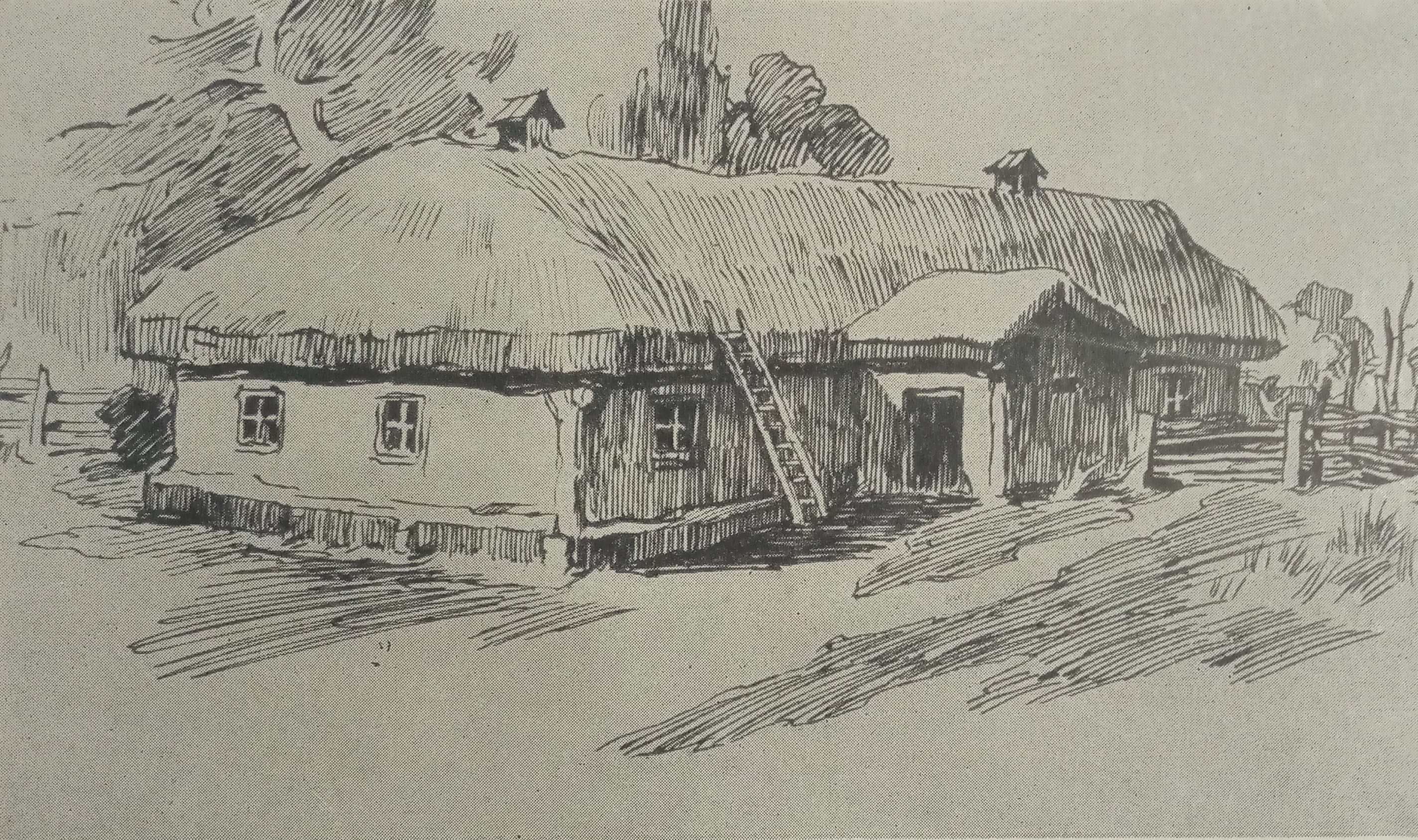
Самокиш Микола "Дідова хата"

Дошкільні роки Миколи Самокиша пройшли в місті Носівка в родині діда по матері — чернігівського козака Дмитра Івановича Сеника.
З 8 років Микола виховувався в Ніжині у батьків. Найяскравіші враження дитинства пов'язані з дивовижними барвистими пейзажами рідної землі. Художник писав: «У всьому я бачив незрозумілу для мене, але привабливу красу. Дуже часто бабуся питала мене, чому я стою та дивлюся вдалечінь. Пояснити я, звичайно, не міг. Але мені хотілося утримати в пам’яті образи та дивні кольори, які побачив...» Особливе ставлення було у Миколи до коней. Він полюбив їх «…за красу та енергію, яку став малювати в усіх видах...»
Самокиш згадував: бажання малювати батальні сцени з'явилося відтоді, як він побачив лубочні картини на тему російсько-турецької війни 1828—1829 років. «Я марив цими картинами і пробував малювати на клаптиках паперу вуглем за браком олівця...» Початкову художню освіту отримав в Ніжинській класичній гімназії у вчителя малювання Родіона Музиченка-Цибульського, у якого також брав приватні уроки малярства.
Закінчив Ніжинський історико-філологічний інститут, створений на базі «Гімназії вищих наук і ліцею князя Безбородька», де в різні часи навчалися Микола Гоголь, Євген Гребінка, Віктор Забіла, Аполлон Мокрицький, Василь Тарновський-ст., Леонід Глібов, Федір Стравинський.
Під час навчання в інституті його вчитель художник Родіон Музиченко-Цибульський відразу помітив здібності Миколи Самокиша і намагався передати хлопчикові все, що знав і вмів сам. У 1877 році Самокиш переїхав до Луцька до дядька, потім вирішив вступити до Петербурзької академії мистецтв.

### Навчання в Імператорській Академії Мистецтв (1879—1885)
У 1878 році перша спроба вступити до Імператорської Академії мистецтв в Петербурзі не вдалася, але він був прийнятий вільним слухачем в батальну майстерню професора Богдана Віллевальде. Через рік занять був прийнятий студентом в клас Богдана Віллевальде, Павла Чистякова і Валерій Якобі.
Українська тематика завжди цікавила Самокишу, що брав активну участь в українській громадській праці. Під час навчання у Імператорській академії мистецтв (1879—1885) належав до українофільського гуртка митців (Сергій Васильківський, Порфирій Мартинович, Опанас Сластіон), що ставив собі за мету відтворити історичні події і національні особливості з життя й побуту українського народу. У Мартиновича улаштовували вечірки, де Порфирій Мартинович грав на бандурі, співали пісень, вивчали історію України тощо. У Петербурзі, в пізніші часи, Самокиш бував постійним гостем «української громади».
У 1881 році за роботу «Повернення військ на Батьківщину» отримав Малу золоту нагороду. За рік видав альбом офортів (гравюра на міді або цинку з малюнком, протравленим кислотами). Згодом за полотно «Поміщики на ярмарку» отримав премію, а за картину «Епізод із битви при Малому Ярославці» – другу Малу золоту медаль. Під час навчання, 1883 року, колекціонер і меценат Павло Третьяков купив одну з його картин для своєї галереї. А 1885 року за дипломну роботу — «Повернення російської кавалерії після атаки під Аустерліцем», був нагороджений Великою золотою медаллю й званням класного художника I ступеня.
У 1885—1889 Микола Самокиш отримав право на пенсіонерського поїздку й навчання в Париж. Там він займався в майстерні французького баталіста Жана-Батиста Детайля. У ці ж роки виїжджав три рази в діючу російську армію, а також відвідав Італію, Іспанію, Алжир.
У 1886 і 1889 художник подорожував по Кавказу і Закавказзю, з метою збирання матеріалів для картин, замовлених Тифліським військово-історичним музеєм на тему з історії завоювання Кавказу («Баталія біля річки Іорі 1800», «Оборона Наурської станиці 1774», «Бій під Авіляром 1877 року»). Ці роботи принесли йому славу баталіста.
У 1890 за картину «Табун орловських рисистих маток на водопої» (Табун коней Ново-Томніковского заводу) художник був удостоєний звання академіка. У цьому ж році він одружився з Оленою Петрівною Бенард (більш відомої в історії мистецтва як Олена Судковська-Самокиш, вдова художника Руфіна Судковського).
Із 1894 викладав у Рисувальній школі Товариства заохочення мистецтв. У 1898 за картину «Табун на водопої» одержав від академії мистецтв академіка.
У 1904 році Самокиш в якості військового кореспондента журналу «Нива» був відправлений у діючу армію на Далекий Схід. З поїздки Самокиш привіз безліч робіт і фотографій. Ця поїздка багато в чому змінила художника. Згодом Микола Самокиш напише:
У 1910 році вчена рада Імператорської академії мистецтв, розглянувши кандидатури художників на тимчасового заступника професора Франца Олексійовича Рубо, обрала Миколу Самокишу професором відділу «батального малярства», яку він керував до 1918 року.

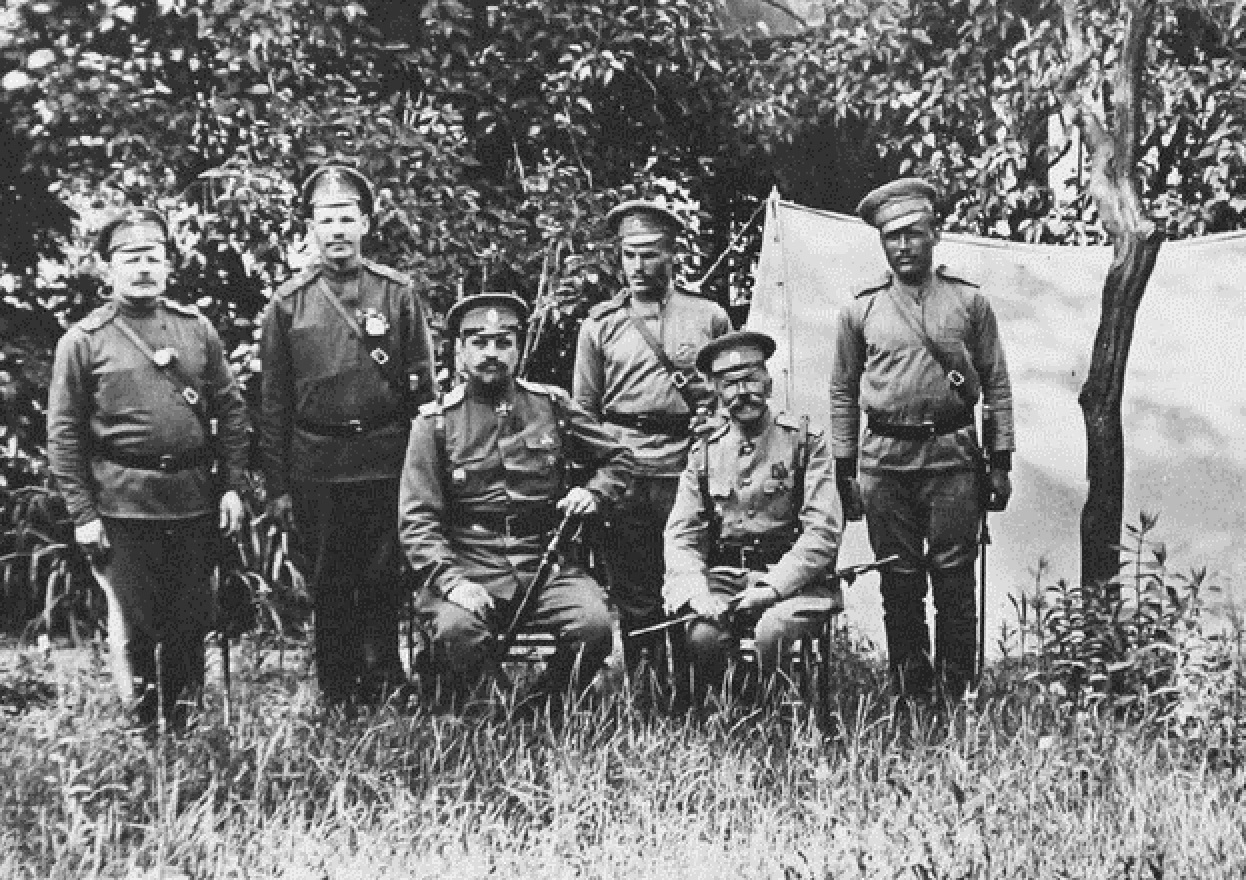
Гвардії полковник В. К. Шенк, професор Микола Самокиш (сидить праворуч) і нижні чини в саду при Імператорській Головній Квартирі. Ломжа. 1915

У 1915 році, Самокиш сформував “художній загін” з п’яти учнів батального класу Академії мистецтв і виїхав на фронт першої світової війни. Це унікальний випадок в історії мистецтва: художня практика на фронті. Було створено близько 400 робіт.

### Життя в Криму
Переворот 1917 року застав художника в Сімферополі, куди він їздив лікуватися від ревматизму, отриманого в окопах Російсько-японської і Першої світової війни. Художник вирішив залишитися в Криму. Він продовжував писати батальні картини, присвячені героїзму громадянської війни.
У 1918-1921 жив в Євпаторії, де створив понад 30 картин. Із 1922 — у м. Сімферополь, де заснував власну художню студію, яка стала основним регіональним центром художньої освіти. Постановою Раднаркому Криму на базі студії Самокиша було організовано 1937 року Кримське художнє училище імені М. С. Самокиша.
В часу голоду 1921—1923, відірваний від рідної України, Самокиша думками все ж в Україні і малює такі картини, як наприклад «Запорожці обідають», «Під Бахчисараєм» та інші. В листі до Максима Лебедя Самокиш пише:
У 1936-1941 художник працював в Харківському художньому інституті. З 1938 керівник батально-історичних майстерень Харківського і Київського художніх інститутів.
Під час окупації Сімферополя співпрацював з бандерівським підпіллям, від якого отримував матеріальну допомогу.
Помер 18 січня 1944 у Сімферополі, ще зайнятому німцями.

## Творчість

### Історична тематика царського періоду
У 1890—1900-их рр. проілюстрував низку воєнно-історичних видань (зокрема, книгу М. Кутепова «Великокняже, царське та імператорське полювання на Русі» (1892—1911), а також твори М. Гоголя, Л. Толсого, О. Пушкіна, Марка Вовчка, І. Нечуя-Левицького.
Зображення різних тварин зустрічаються в ілюстраціях багатьох книг і журналів, які оформляв художник 1890—1900-их рр. Перш за все це видання «Великокнязівське і царське полювання на Русі» та «Біловезька Пуща». Майстер створив безліч малюнків, що передають атмосферу полювання минулих років: зображення вершників у традиційній екіпіровці, що відповідає певному історичному періоду, мисливське спорядження та, звичайно, коней.

«Великокняже, царське та імператорське полювання на Русі» (1892)
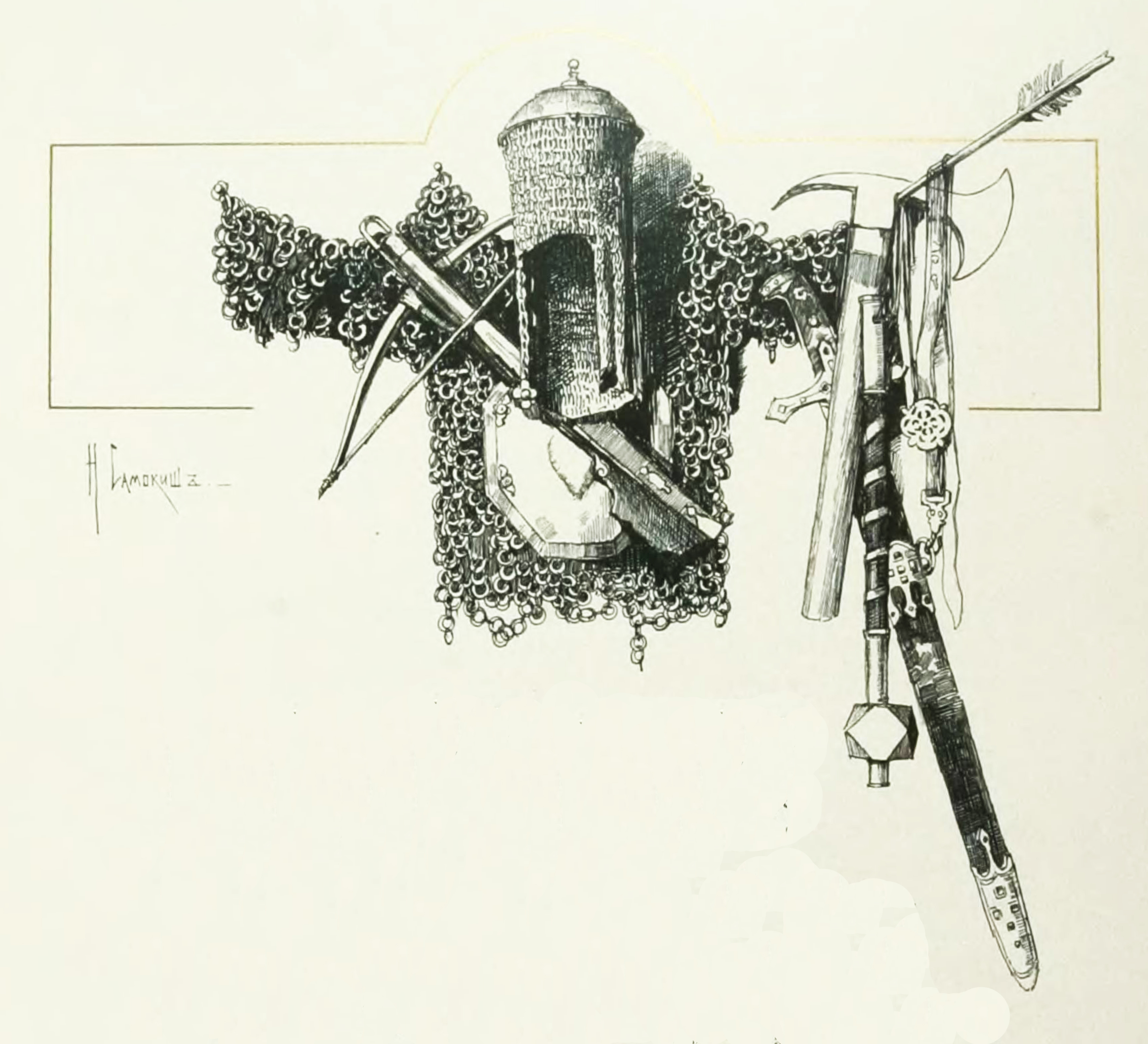
Стародавні обладунки: мисюрки, Байдала, самостріл, булава, меч і сокиру.
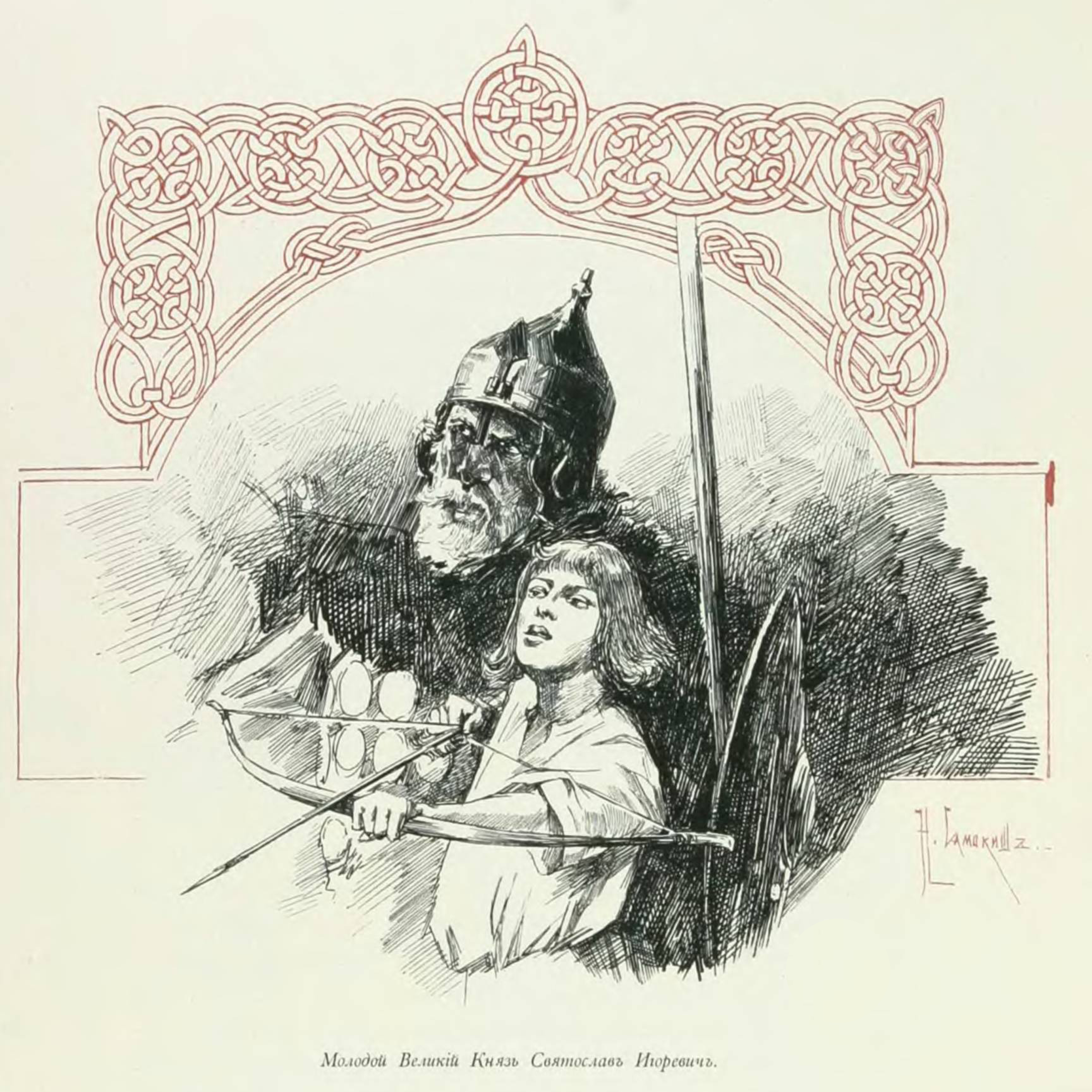
Молодий Великий Князь Святослав Ігорович
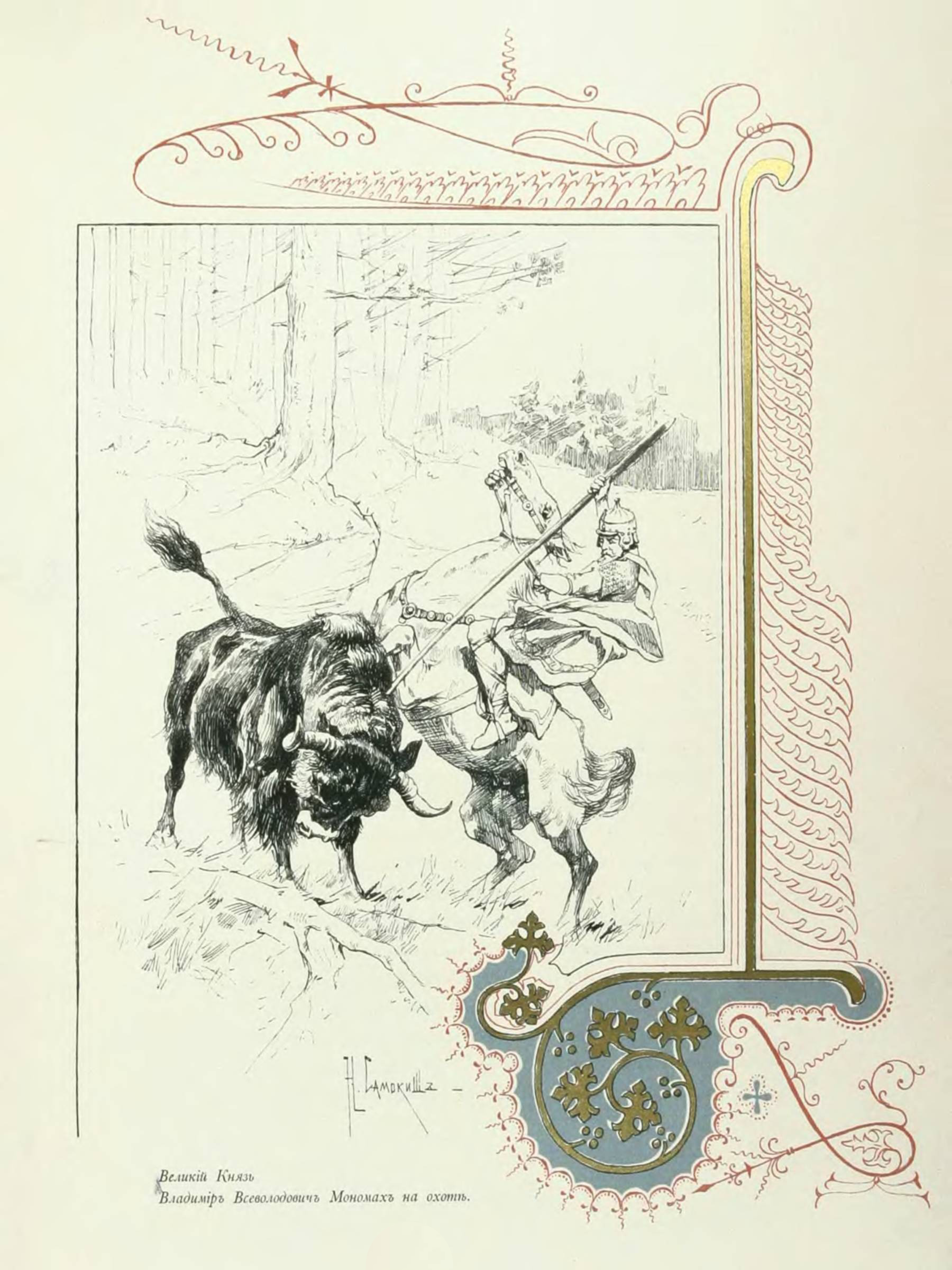
Великий Князь Володимир Мономах на полювання
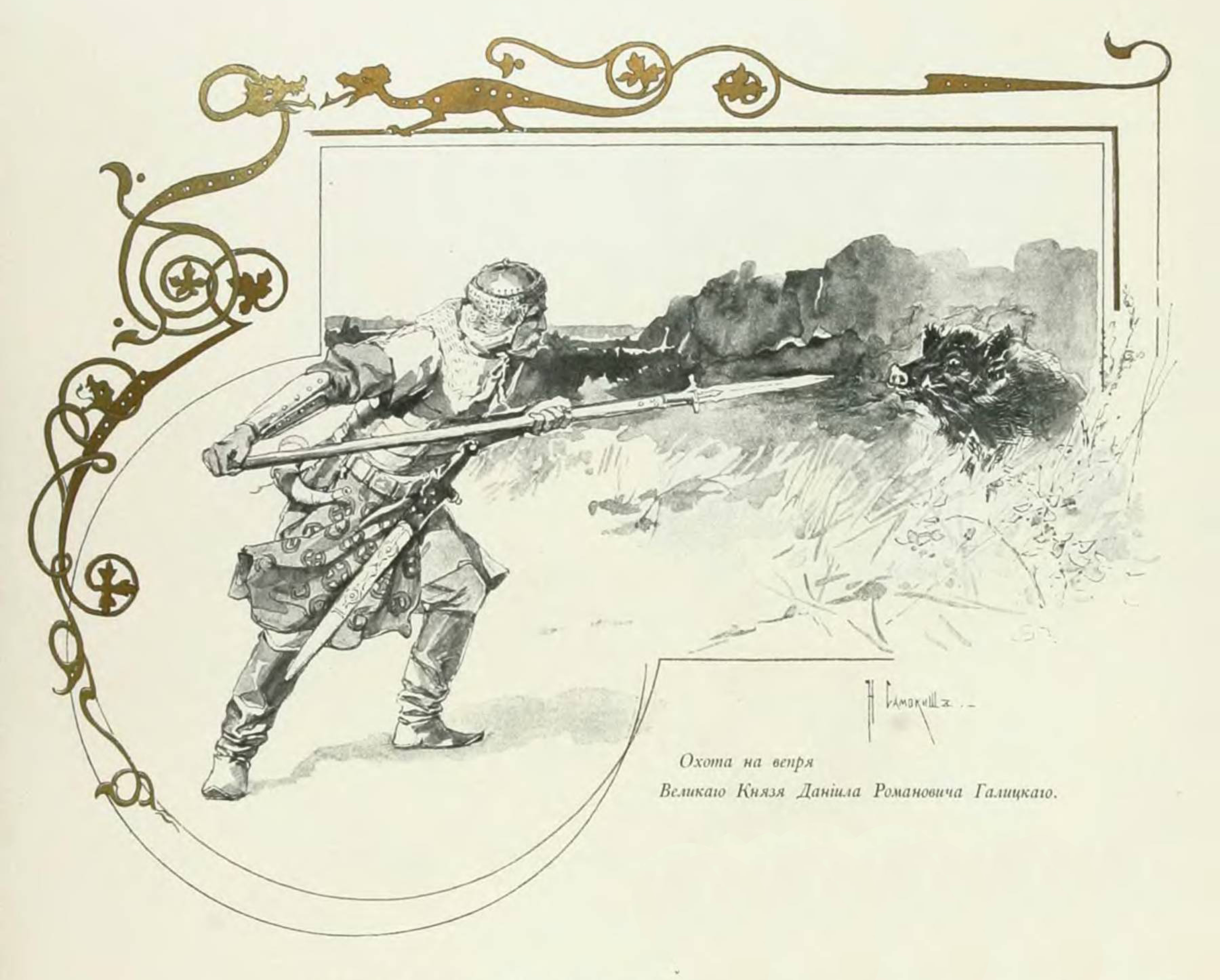
Полювання на вепря Великого Князя Данила Романовича Галицького
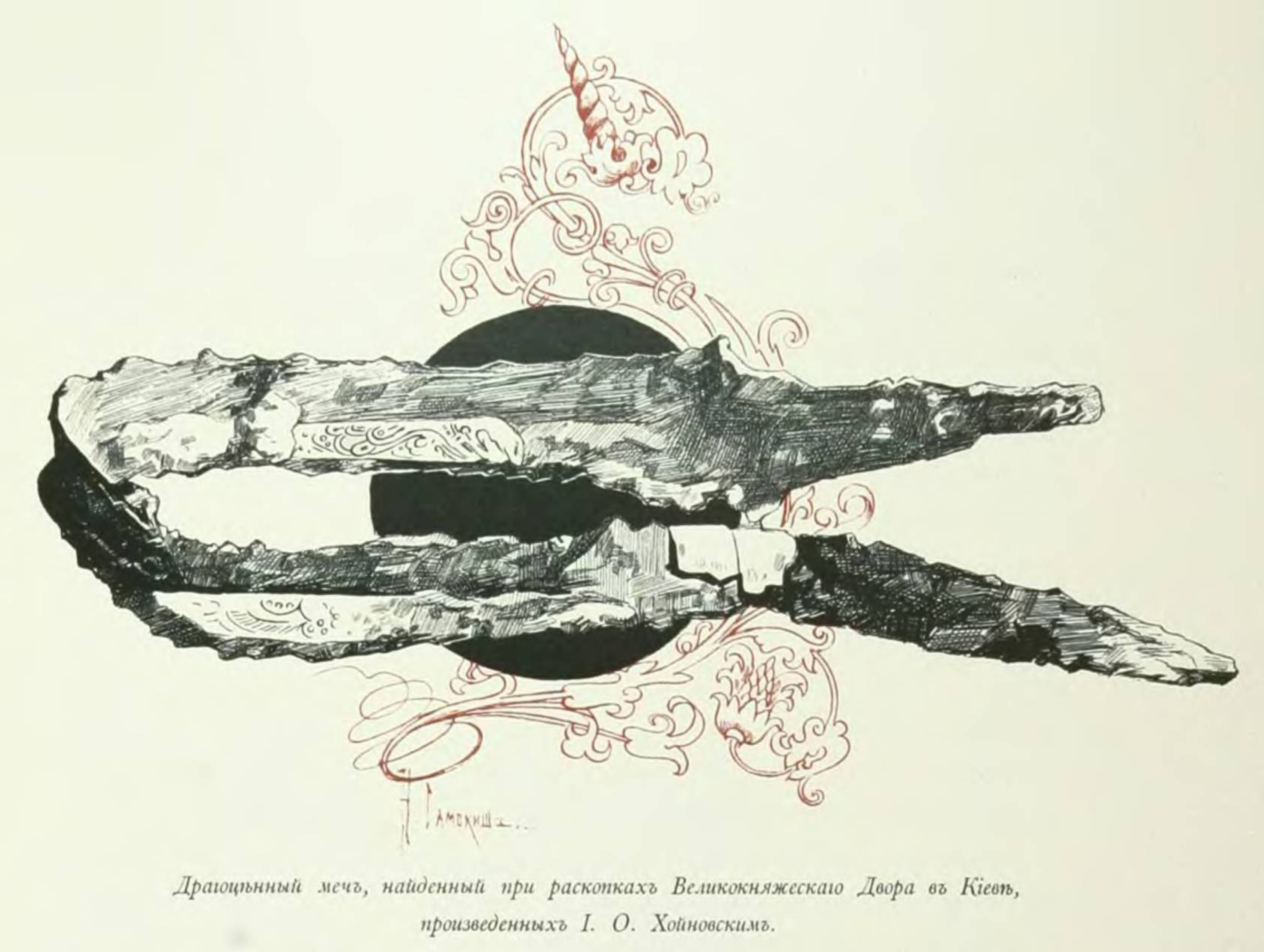
Дорогоцінний меч, найдений при розкопках Великокняжного Двору в Києві

У 1912-му царський уряд доручив баталісту створити низку робіт до 100-річчя перемоги над Наполеоном. Самокиш намалював серію – послідовні епізоди, найголовніших боїв і походів російської армії.

Ілюстрації з серії Наполеонівської війни
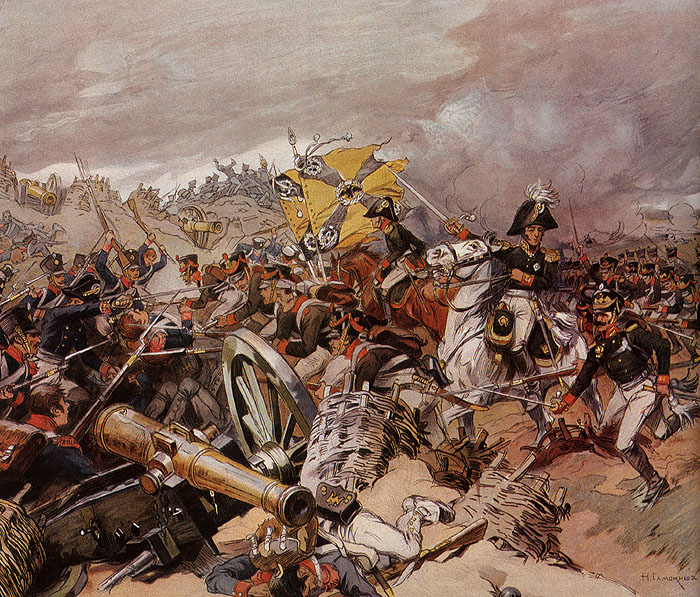
«Атака Шевардінського редуту». Літографія по малюнку М. Самокиша (1910)
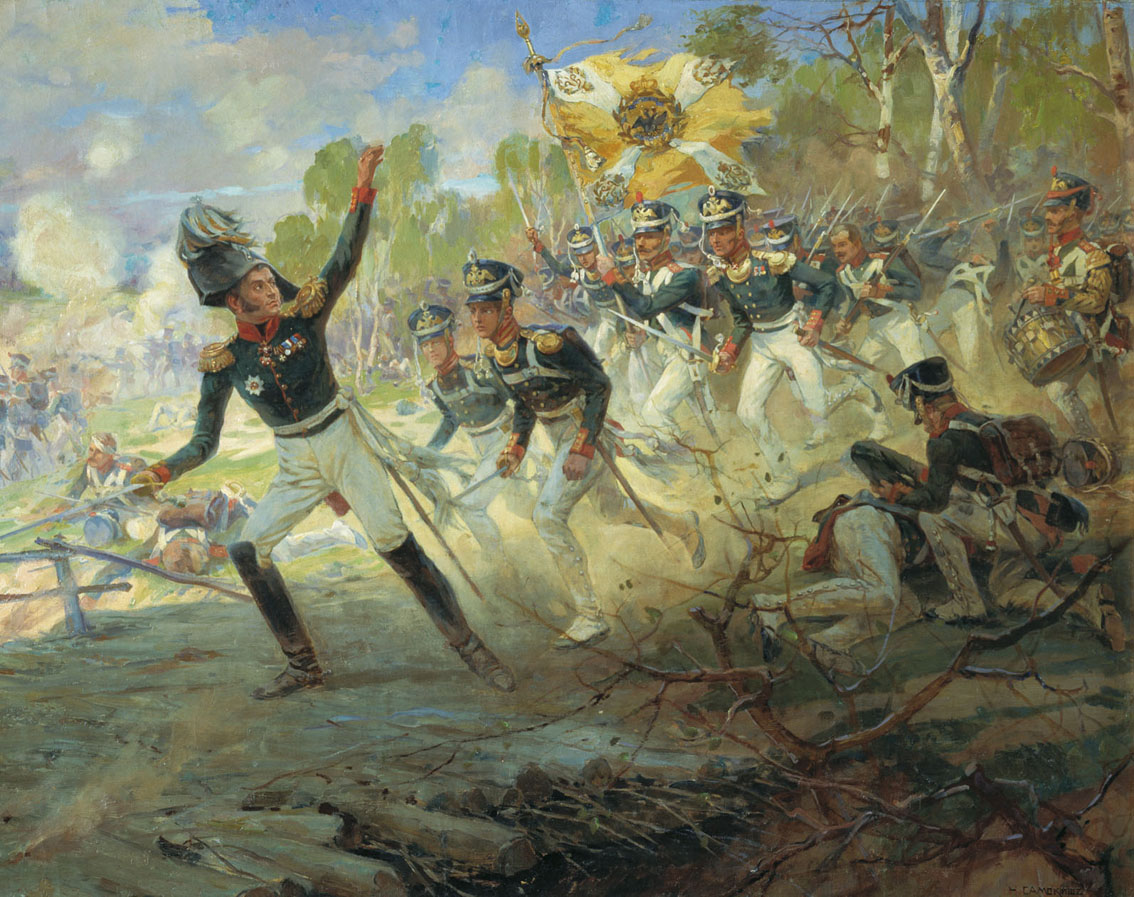
«Подвиг солдатів Раєвського під Салтановкою» (1912)
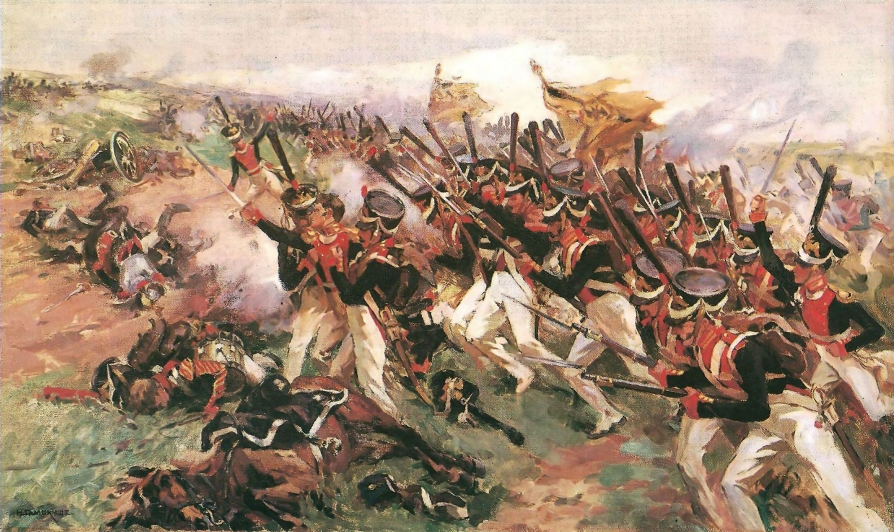
«Атака литовців» (1912)
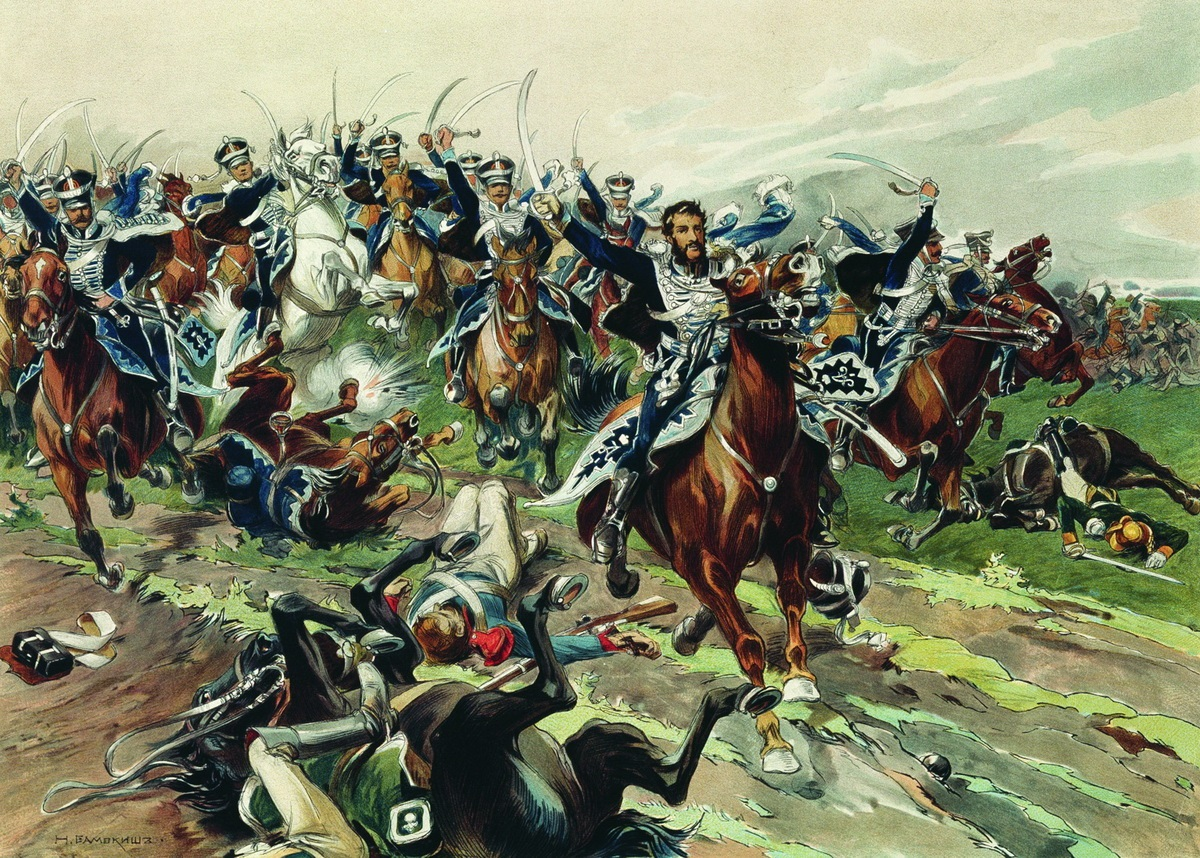
«Атака у Клястиц 20 июля 1812 года»

Як баталіст, Самокиш двічі виїздив на театр воєнних дій. 1904 року у складі Ніжинського драгунського полку Самокиш провів сім місяців на російсько-японської війні, на лінії фронту Маньчжуріїяк кореспондент-художник журналу «Нива». Свої враження відобразив у альбомі акварелей і малюнків пером «Війна 1904—1905. Із щоденника художника» та серії олійних картин. Однією з найсильніших картин є полотно "Забутий", де автор зобразив мертвого російського вершника і його коня.

Ілюстрації з альбому «Війна 1904—1905. Із щоденника художника
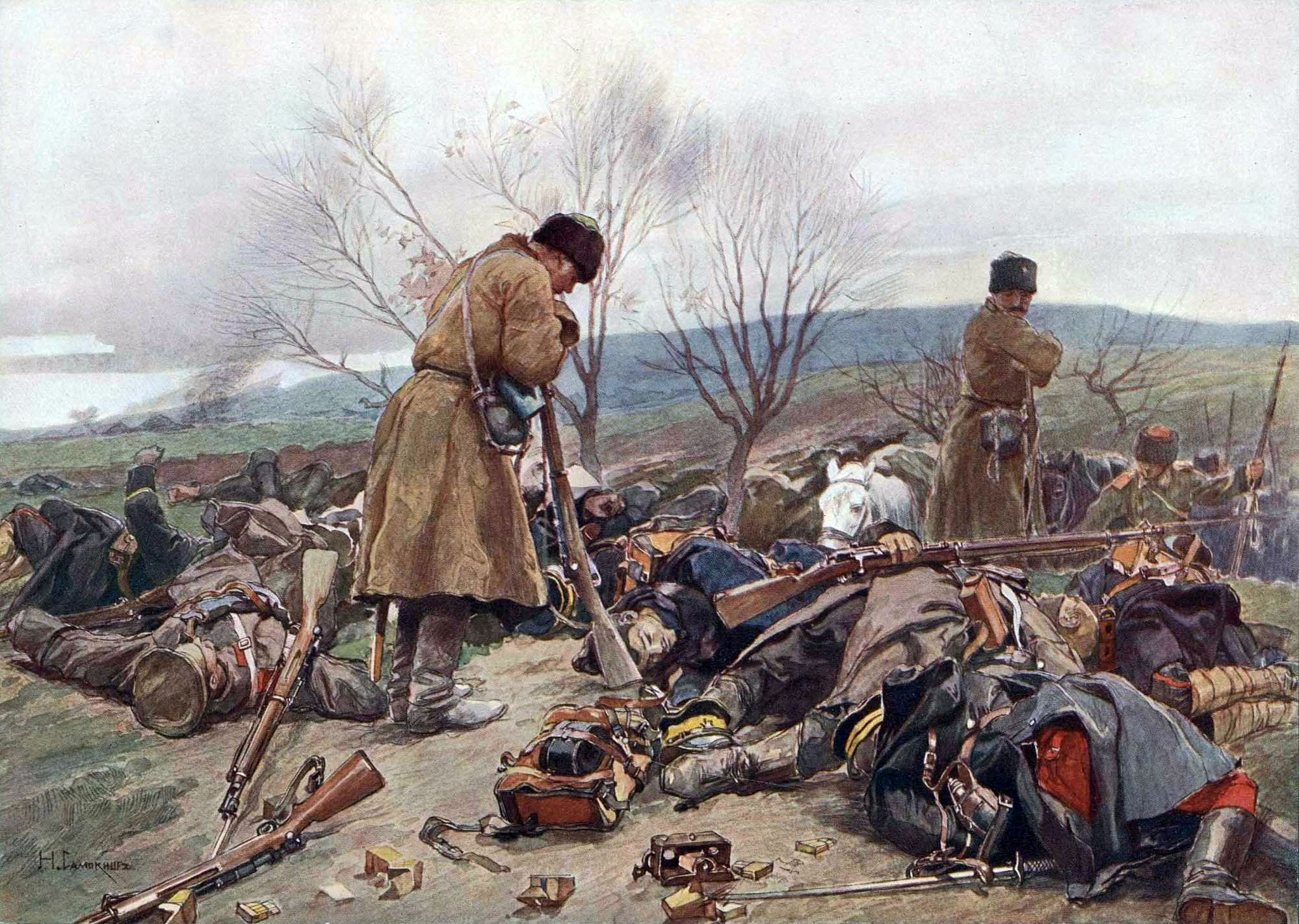
«На сопці після штурму» (1908)
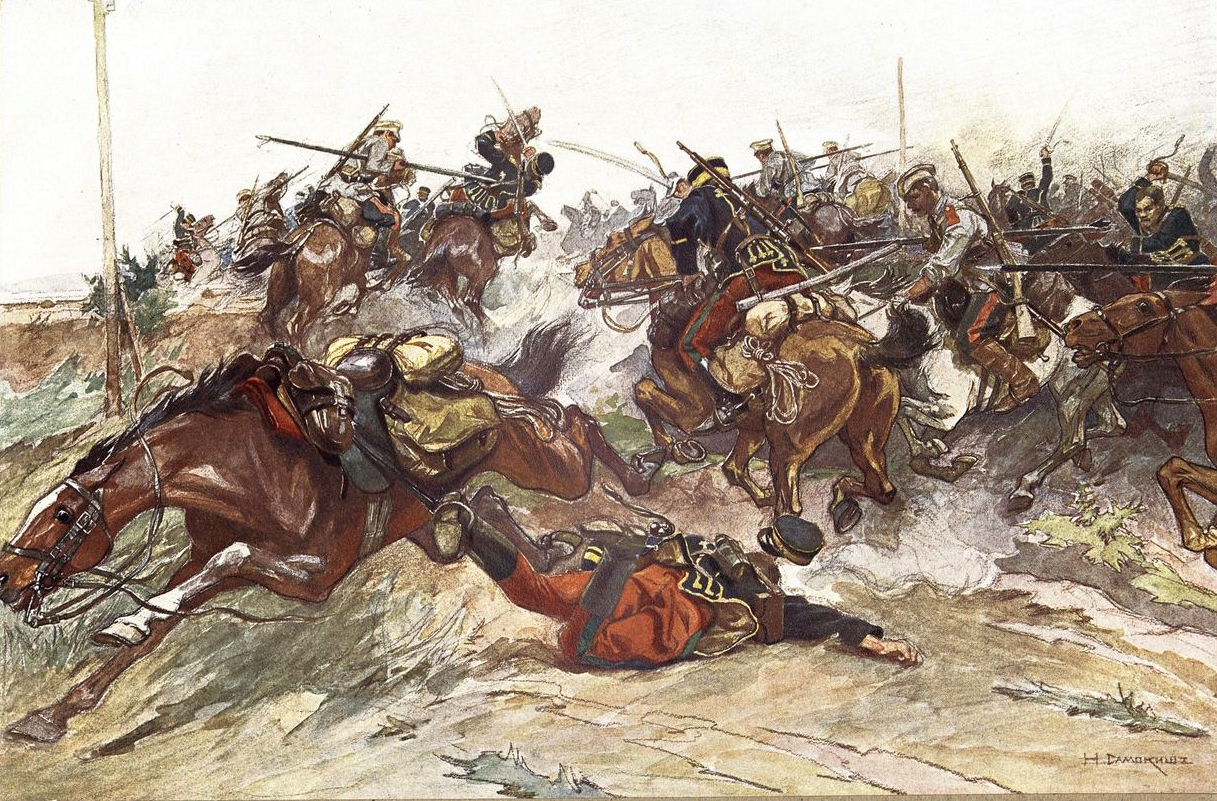
«Справа у Вафангоу. 17 травня 1904»
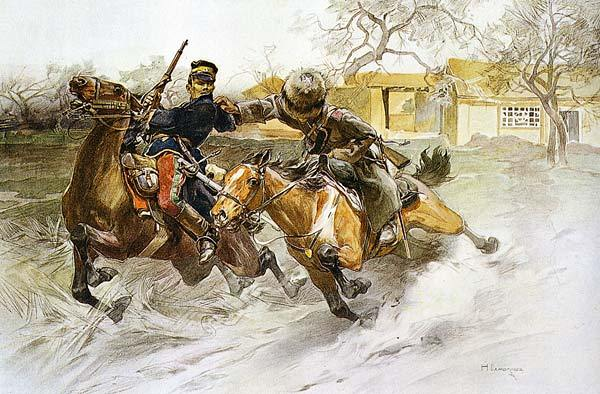
«Погоня» (1908)
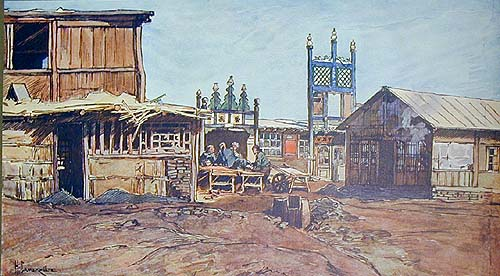
Війна 1904-1905. Із щоденника художника (1908)

Під час Першої світової війни, Самокиш разом з студентами майстерні батального малярства, виїздив на художню практику на західний і кавказький фронти («Великая война в образах и картинах», 1915). Результат поїздки стали близько 400 творів Самокиша та його учнів, численні фото, як експонувалися 1916 року.

Ілюстрації з альбому «Велика війна в образах і картинах»
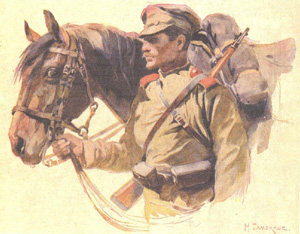
«В Галичині. Кавалерист» (1914)
«Бій під Ярославом». Гравюра, Нива № 45, 1914

### Українська тематика
Самокиш ніколи не поривав контактів з Україною. В кінці 1890-х і на початку 20 століття часто приїздив в Україну, зокрема у Харків, і брав участь у виставках в Україні.

#### «З Української старовини» (1900)
З 1898 разом з Сергієм Васильківським працював над альбомом, що мав бути продовженням Шевченкової «Живописная Украина» — «З української старовини», з текстом Дмитра Яворницького (1900).
Всі портрети в альбомі виконав аквареллю Сергій Васильківський, а малюнки — Микола Самокиш. Пояснювальний текст був складений відомим українським археологом та істориком, професором Дмитром Яворницьким. Багато часу та праці витратив Микола Семенович на збирання та вивчення матеріалів для цього альбому. Біля сотні зображених предметів військового спорядження, одягу, побуту є результатом замальовок зі старовинних речей в музеях та приватних зібраннях України, Петербурга, Кракова та Парижа.

Ілюстрації «З Української старовини» (1900)
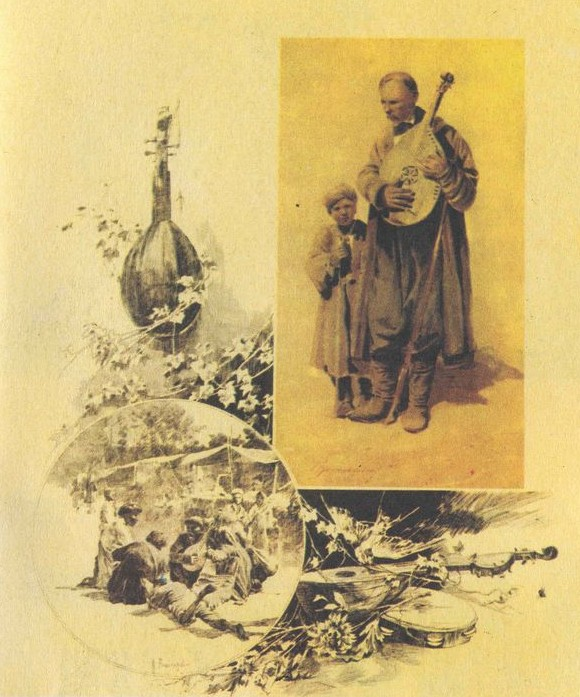
С. І. Васильківський, М. С. Самокиш (ілюстрація до альбому «З Української старовини», 1900)
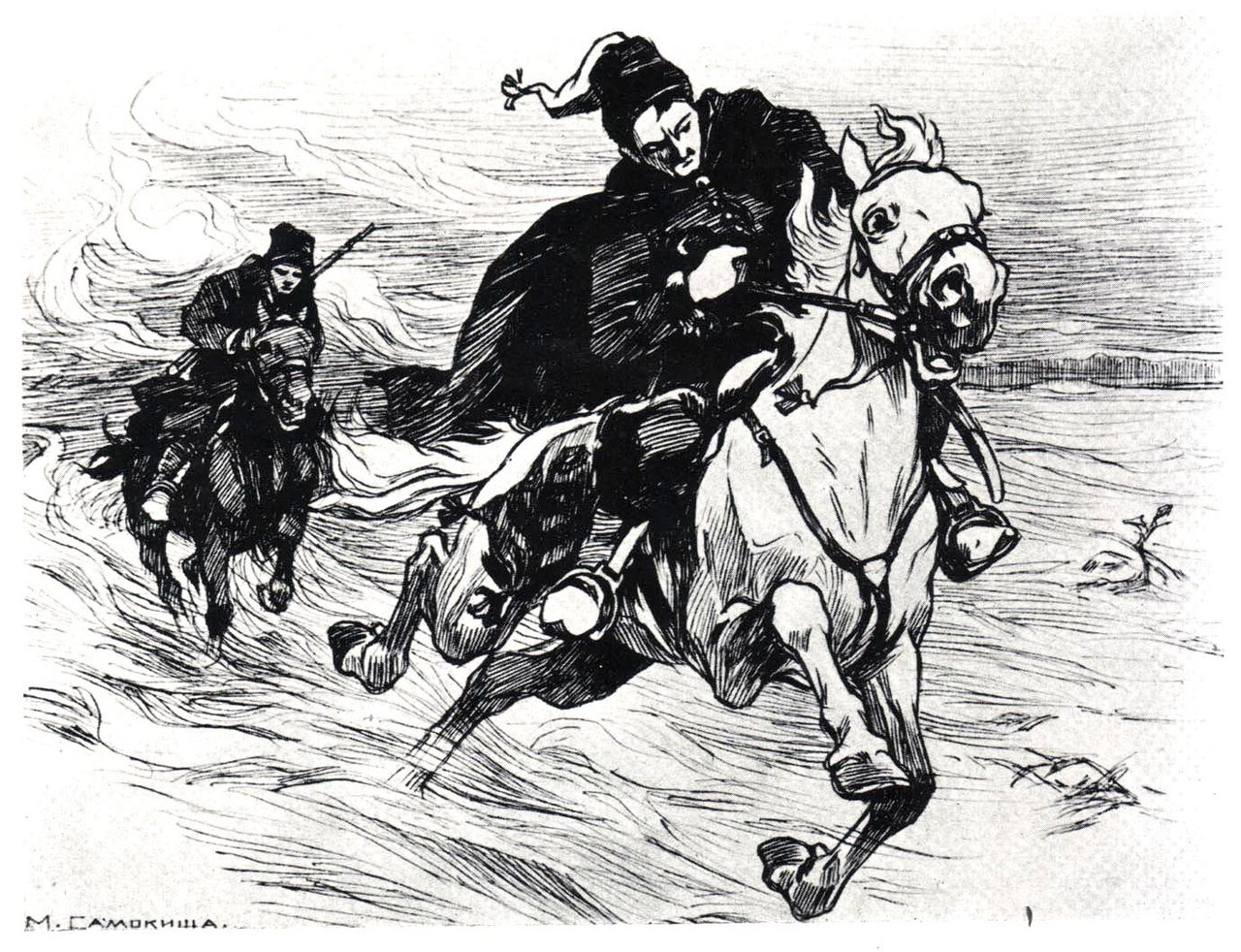
Погоня

#### «Мотиви українського орнамента» (1902—1904)
Микола Самокиш приділяв велику увагу вивченню народної орнаментальної традиції: розписів, вишиванок, оздоблення тканин тощо. Величезне зацікавлення у митця викликала виставка народного українського мистецтва, що відбулася у Харкові під час проведення у 1902 році XII Археологічного з'їзду. Близьке ознайомлення з експонатами виставки спонукало Самокиша до видання альбому 40 кольорових літографованих таблиць «Мотиви українського орнаменту» яке побачило світ 1902 року. Зарисовки він робив на харківській виставці, в Київському історичному та Полтавському музеях, в приватних зібраннях, а також в селах та селищах України, головним чином Полтавської, Київської та Чернігівської губерній. Альбом вперше дав можливість широким колам російського суспільства познайомитися з кращими взірцями українського орнаменту, створеними невідомими художницями-самородками. Біографи Самокиша стверджують, що через брак коштів альбом був надрукований у Празі. Згодом Микола Самокиш повторив видання у Харкові або Петербурзі близько 1904 року.

Ілюстрації з альбому «Мотиви українського орнаменту» (1902)
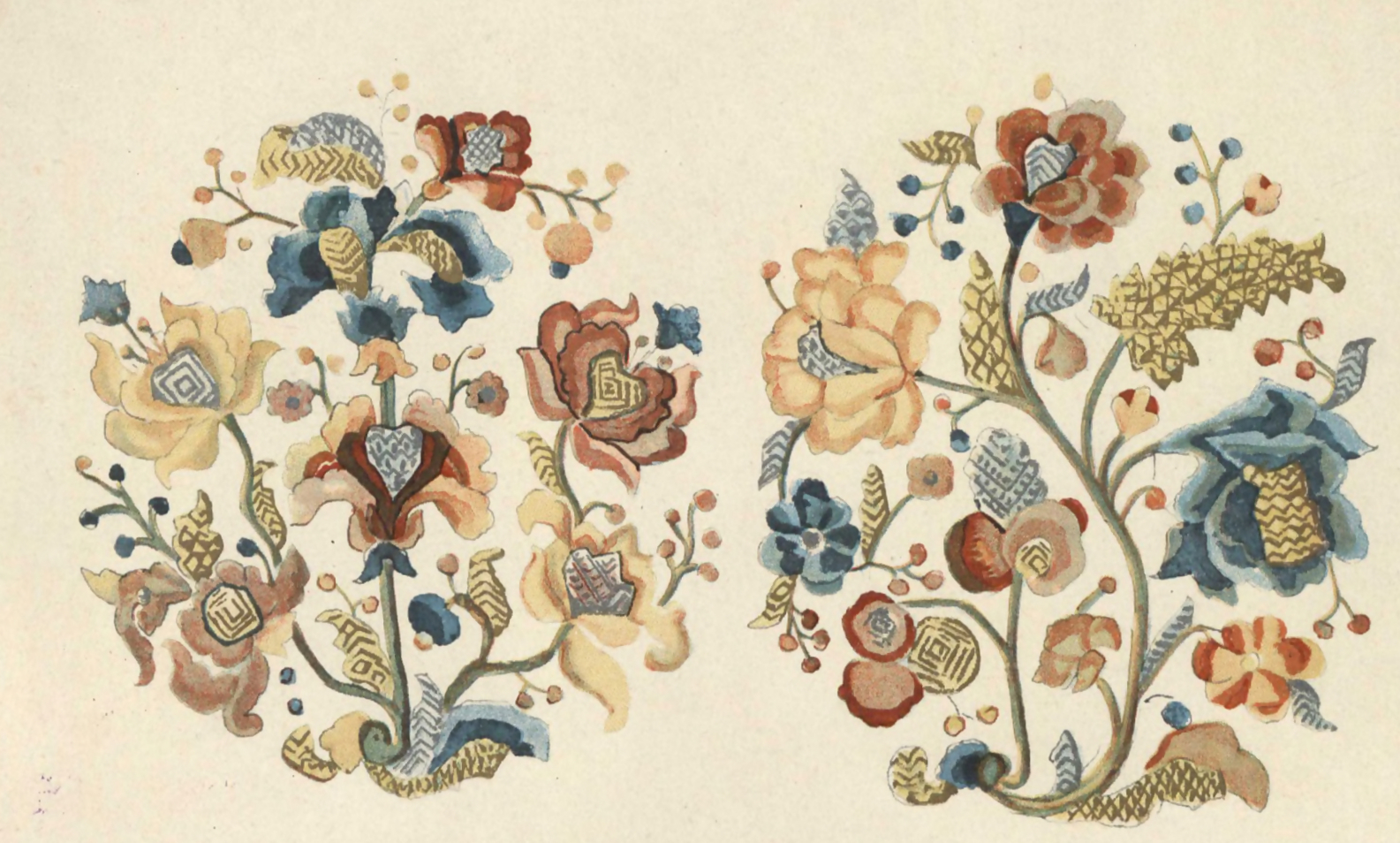
Вишивка шовком, золотом і сріблом XVII століття
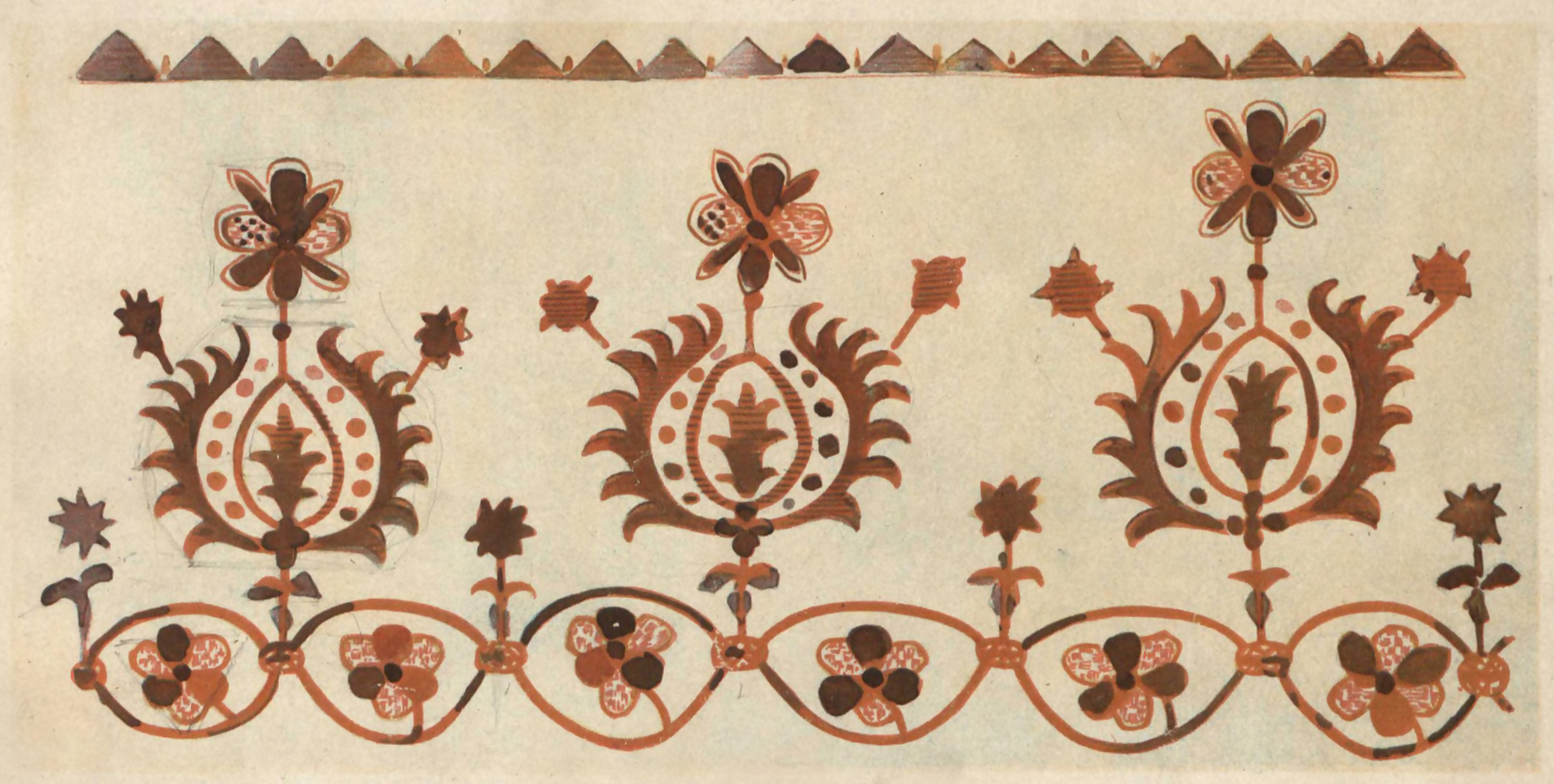
Вишивка кольоровими нитками
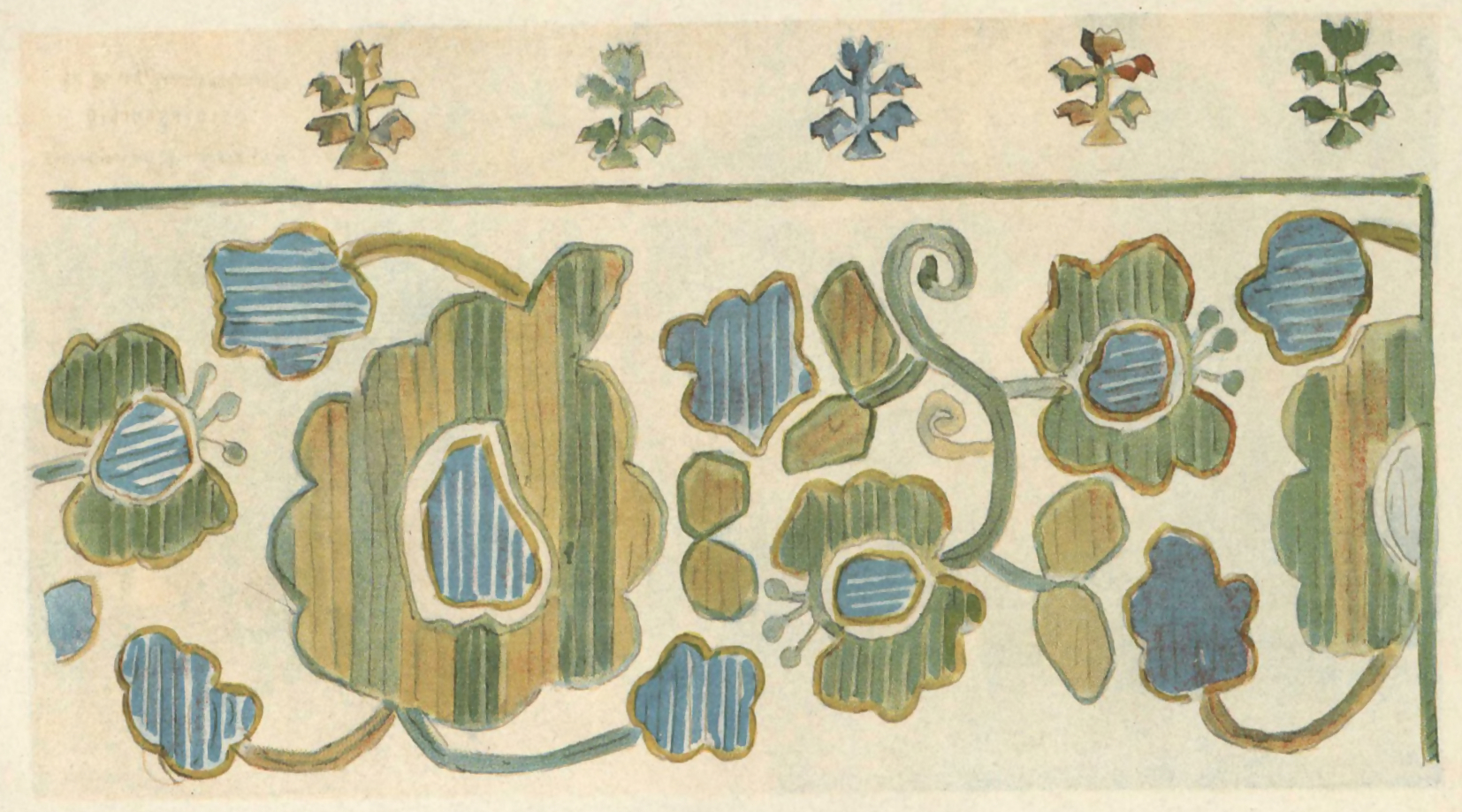
Вишивка кольоровим папером

#### Цикл творів з української історії й козацьких воєн
З 1911 року кожного літа працював в Україні («Табун коней», 1914), з 1928 приїжджав в Харків для роботи, а з 1938-го проводив там по півроку. В цей період він задумав та створив цикл творів на теми з історії України («Голод у Криму 1921-22», «Полювання» та інші).

Твори на теми з історії України
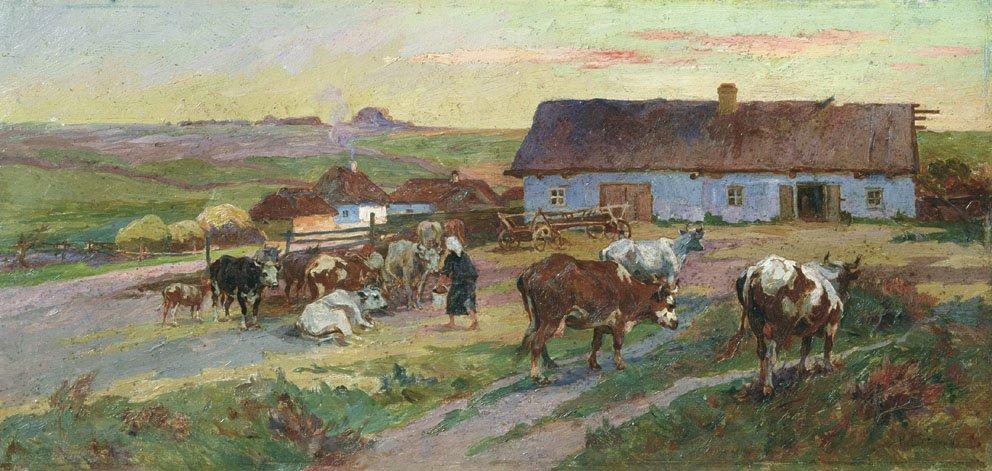
«Вечір в Криму»

Значна кількість творів Самокиша присвячена Запорозькій Січі, подвигам її безстрашних захисників, котрі відстоювали свободу та незалежність України від кримського ханства, султанської Туреччини та польської шляхти («Козак на коні» (1889), «Козаки на чатах» (1912), «Запорожці обідають» (1917), «Абордаж турецької галери запорожцями» (1930), «Бунт на Січі» (1932) та інші. Дуже типовим в цьому відношенні є полотно "Похід запорожців в Крим" (1934 рік), на якому зображене Запорізьке військо в усій його характерності. До цього полотна безпосередньо прилягають за темою картини "Запорожці відбивають полонених" та "Під Бахчисараєм". В останній роботі зображено похід запорожців у Крим на чолі з Іваном Сірком в 1675 році, коли вони, увірвавшись через Перекопський перешийок, дійшли до Гезлева (Євпаторії), Карасубазара (Білогірська) та столиці ханства — Бахчисарая, звільнивши сім тисяч українських та російських невільників.

Твори на тему Запорозькій Січі
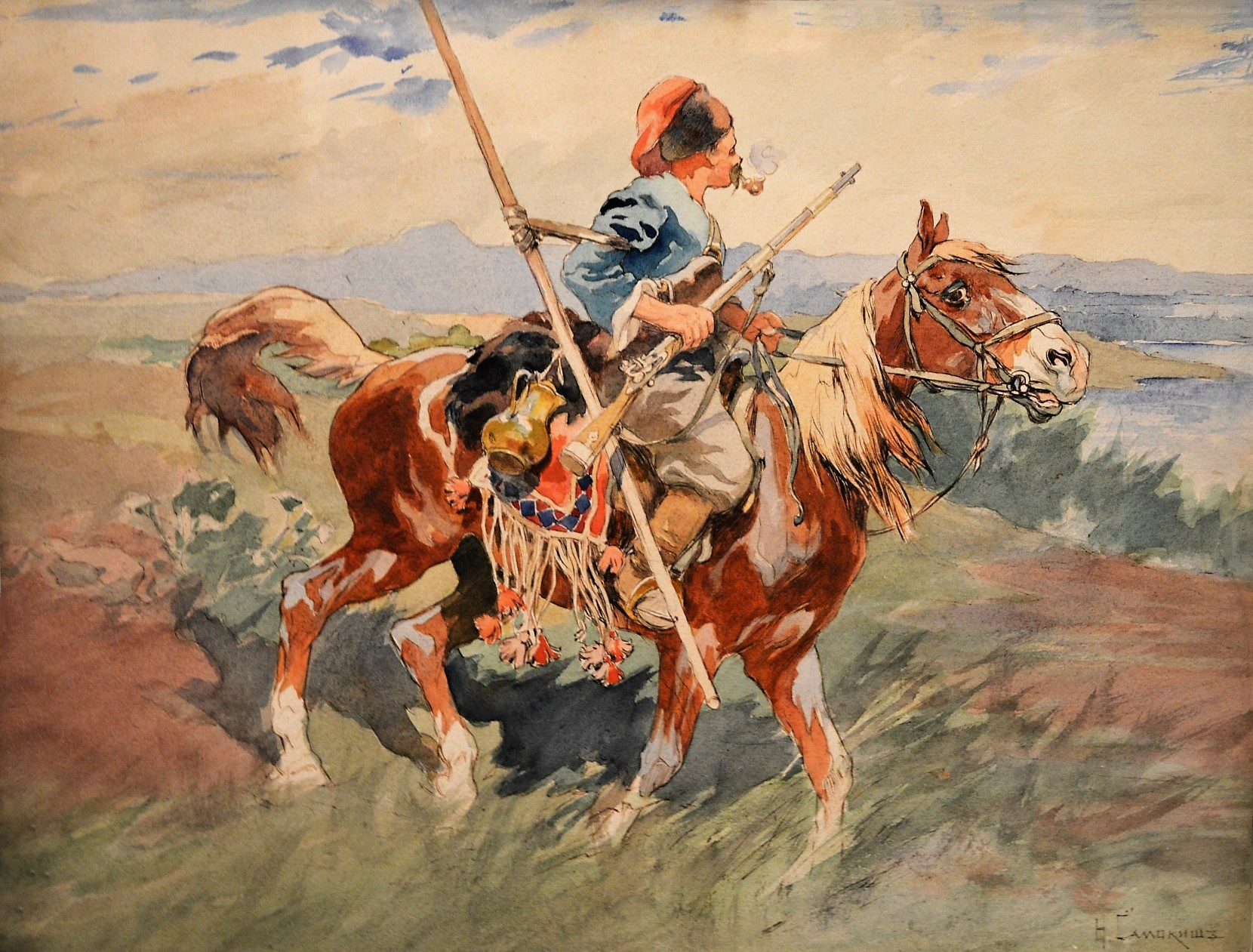
«Козак на коні» (1889)
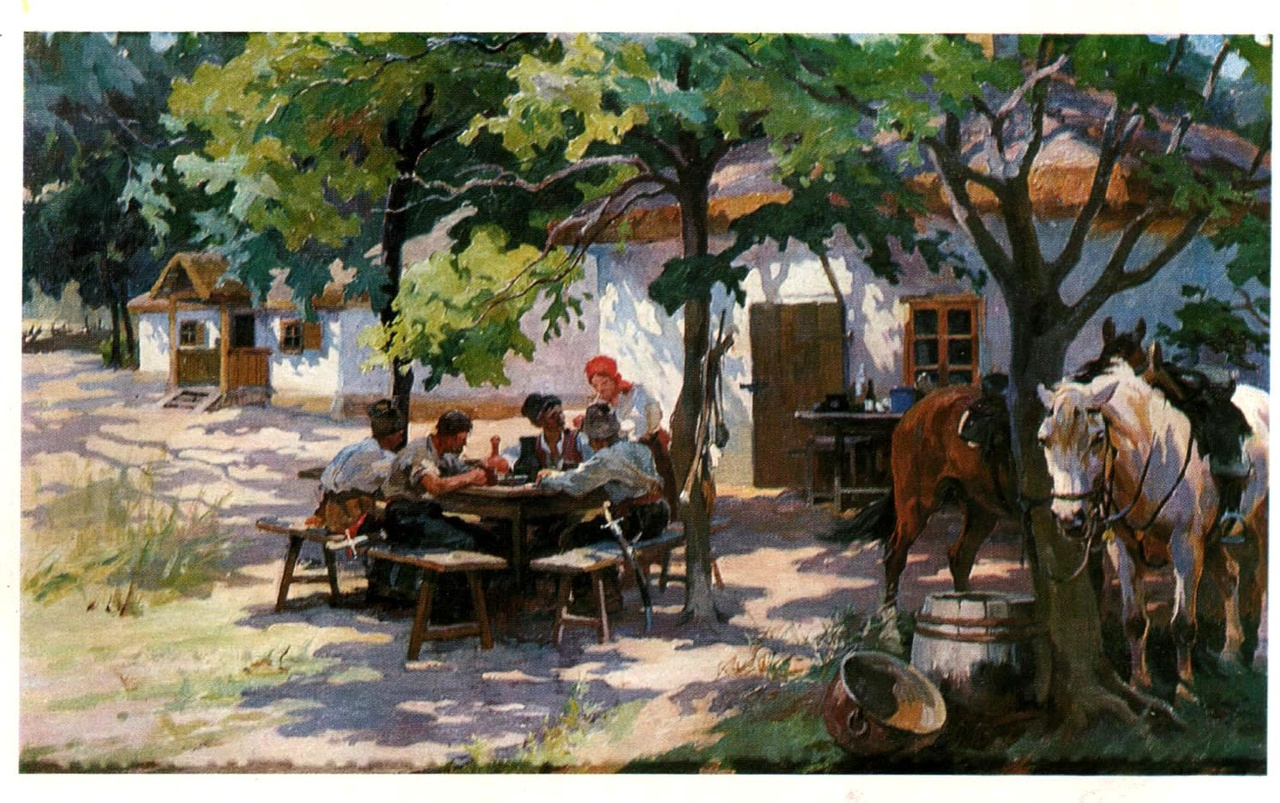
«Запорожці обідають» (1917)
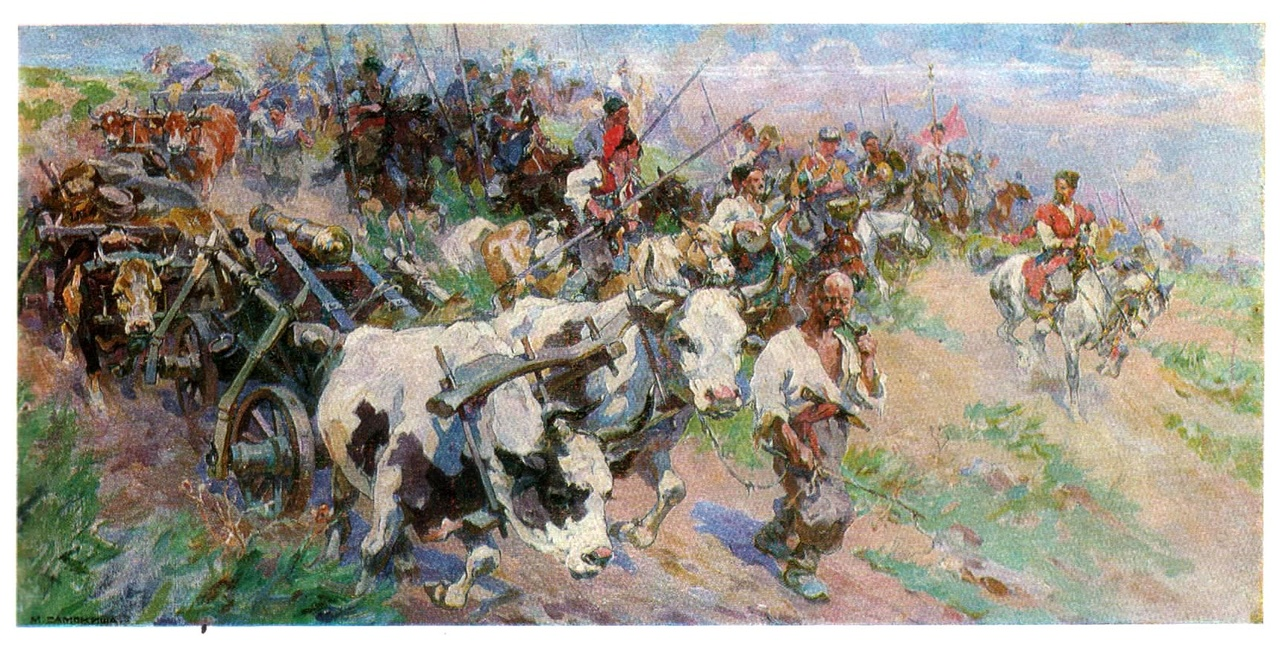
«Похід запорожців на Крим» (1934)
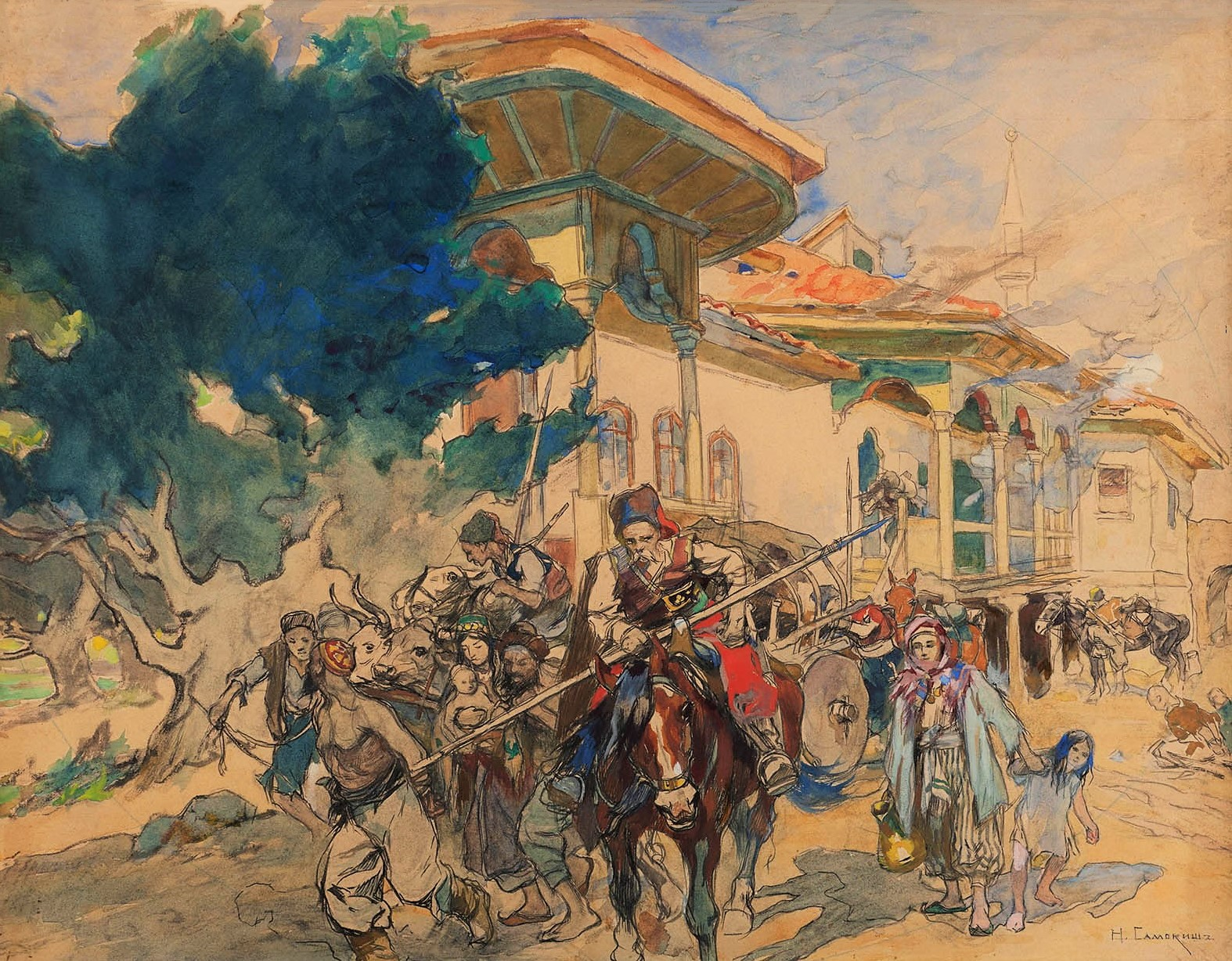
«Запорожці в Бахчисараю»
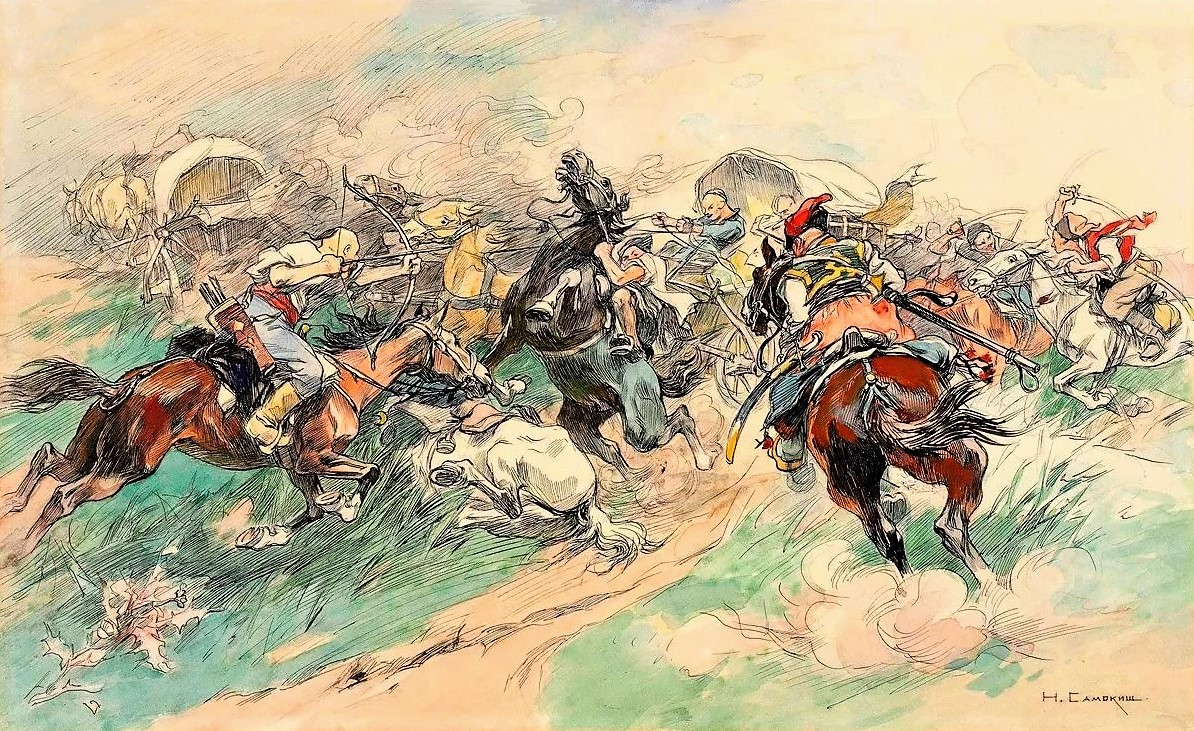
«Напад запорозьких козаків на обоз»

Чільне місце у творчості Самокиша посідає серія історичних картин, присвячених національно-визвольній війні українського народу в 17 ст. Першою з цього циклу є картина «В'їзд Богдана Хмельницького в Київ у 1648 році» (1929). Для картини художник попередньо зібрав дуже великий історичний матеріал, в чому йому поміг давнішній друг — директор Дніпропетровського історичного музею професор Дмитро Яворницький. Лице Хмельницького Самокиш писав з гравюри XVII століття Гондіуса.
До числа творів з історії визволення українського народу належить написана в 1930 році картина «Битва козацьких повстанців з польськими гусарами при Жовтих Водах в 1648 році». Теми боротьби українського народу проти іноземних поневолювання та панського іга присвячені картини «Повстання українських селян на чолі з Іваном Богуном» (1930), «Бій Богуна з Чернецьким під Монастирищем у 1653 році» (1931), «Бій під Царичанкою 1709 р.», «Похід запорожців на Крим» (1934), «Руйнування Батурина Меньшиковим», «Кость Гордієнко нищить драгунів Кемпеля», «Бій Максима Кривоноса з Ієремією Вишневецьким» (1934), «Гетьманці» (1934), «Харківська фортеця 18 ст.» (1936) та інші.

Серія картин присвячена національно-визвольній війні українського народу
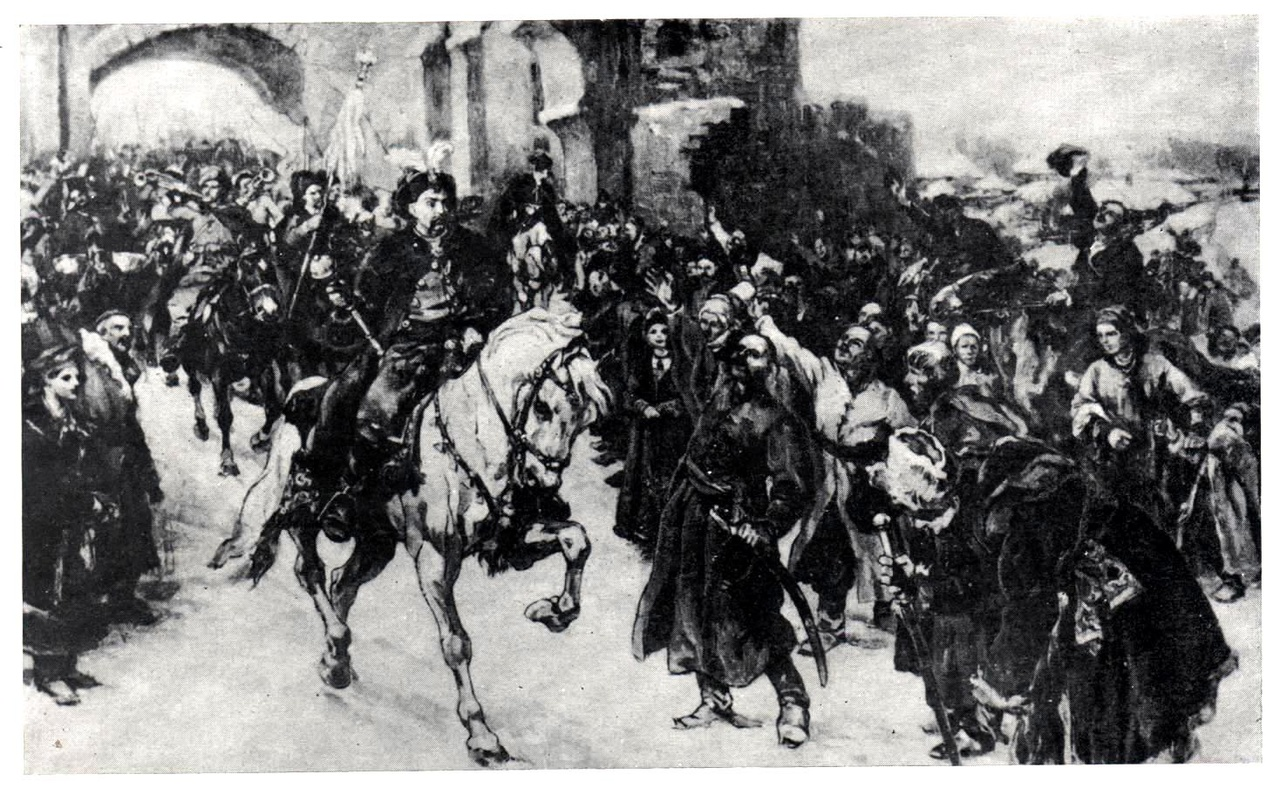
«В'їзд Богдана Хмельницького в Київ 1648 р.» (1929)
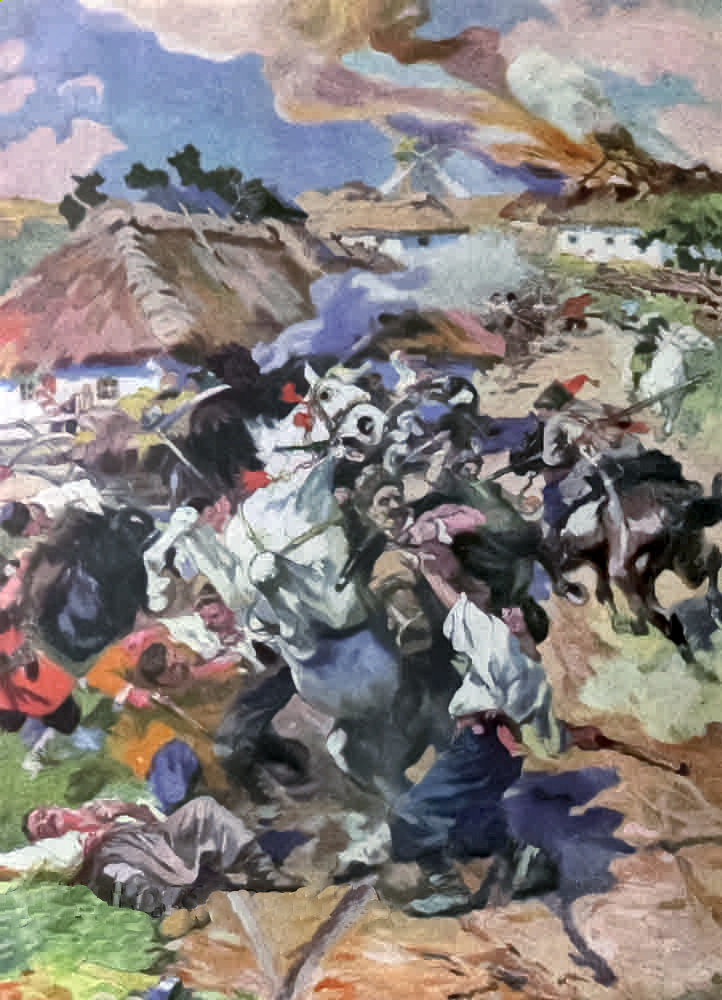
«Повстання українських селян на чолі з Іваном Богуном» (1930)
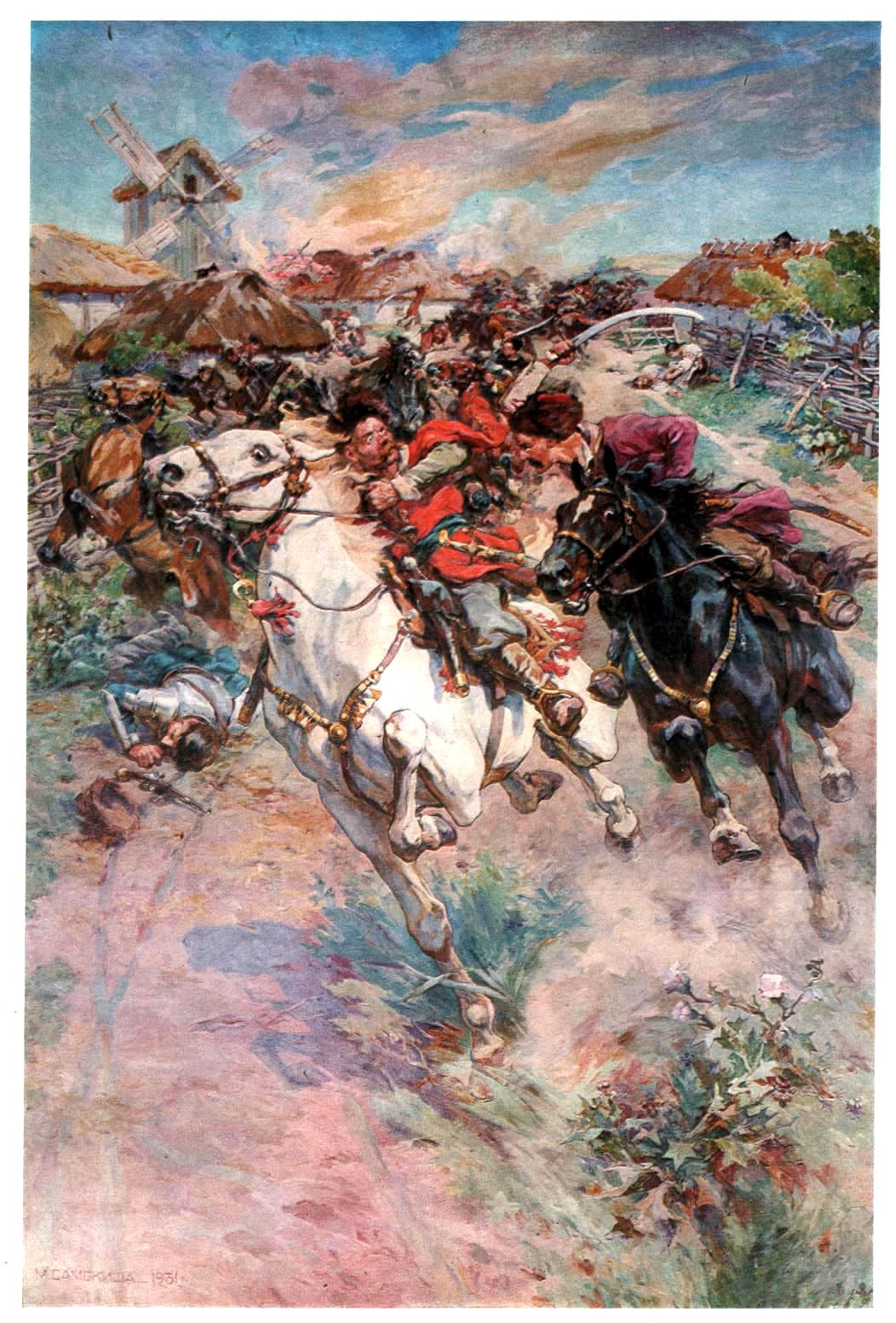
«Бій Богуна з Чарнецьким під Монастирищем в 1653 р.» (1931)
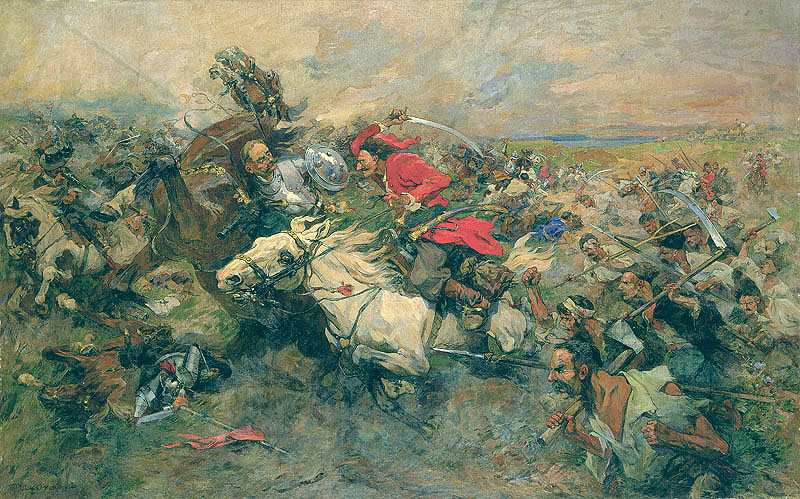
Бій Максима Кривоноса з Яремою Вишневецьким (1934)

До українського циклу належать твори Самокиша, присвячені великому українському поету та художнику Тарасу Шевченку. У 1911 до 50-річчя з дня смерті поета й 1914 до 100-річчя з дня його народження петербурзьке Товариство ім. Т. Г. Шевченка здійснило два випуски мистецьких творів Шевченка — «Малюнки Т. Шевченка» за художньою редакцією Василя Мате. Заголовні малюнки до цих видань виконав Микола Самокиш. У зв'язку з 125-річчям від дня народження Шевченка, яке відзначали у 1939 році, Самокиш підготував два твори: "Розгін демонстрації в Києві 1914 у соті роковини з дня народження Тараса Шевченка" та "Царські жандарми везуть Шевченка в заслання" (1938).
- Твори присвячені Тарасу Шевченку

#### Фрески й прикраси будинків
Після видання альбому Сергій Васильківський запросив Самокиша до участі в оформленні будинку Полтавського губернського земства, споруджений в 1903—1908 рр за проектом Василем Кричевського.
Стіни головного залу вкривали рослинні орнаменти, виконані за ескізами  Миколи Самокиша, а на ліворуч на повздовжній стіні Самокиш разом з Васильківським написали картину яка розкривала тему військової звитяги в обороні рідного краю — «Козак Голота і татарин». Гнат Хоткевич описував про цю картину у 1905 році:

Оформлення будинку Полтавського губернського земства
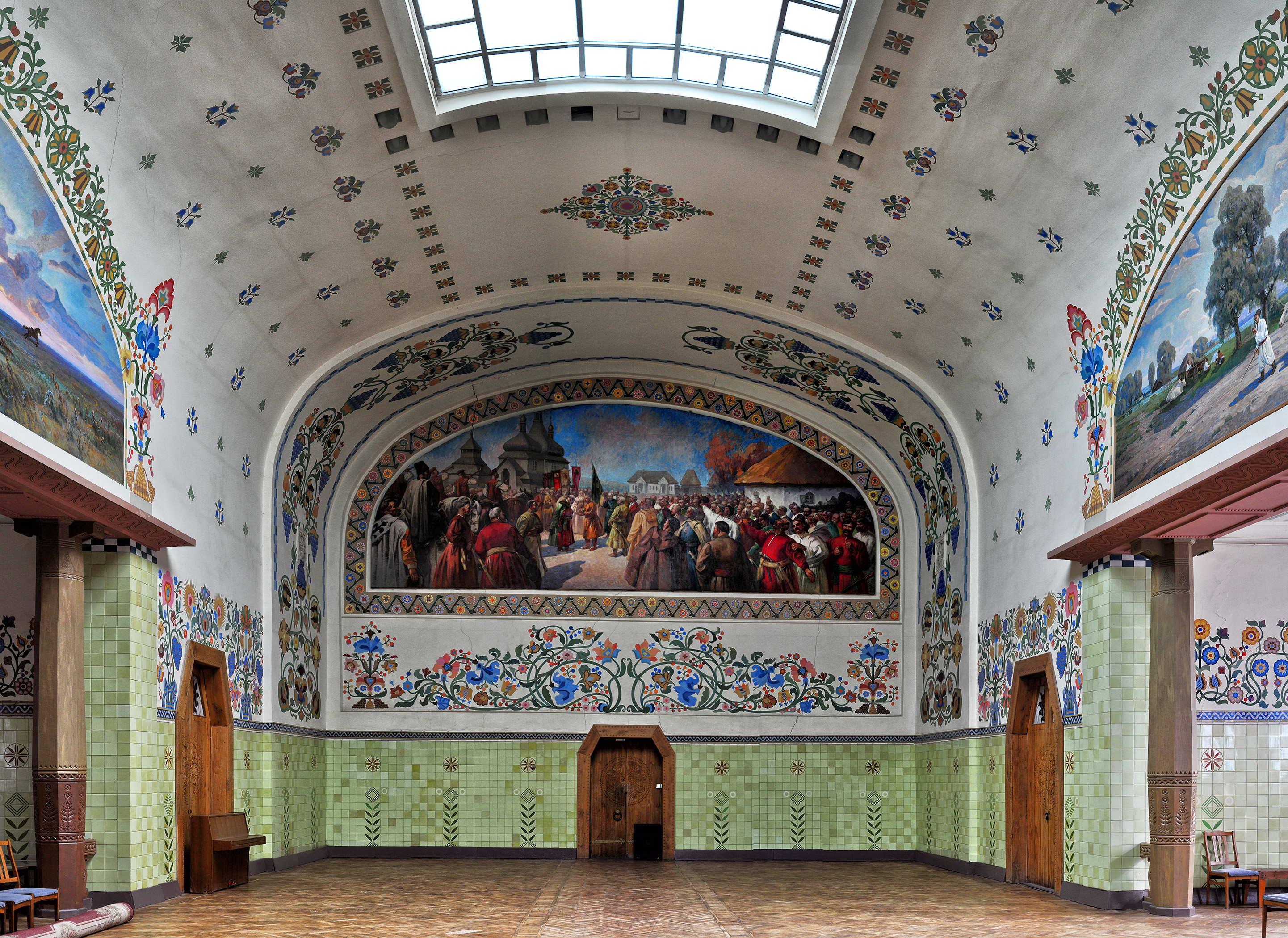
Головний зал. Стіни вкриті рослинними орнаментами за ескізами Самокиша.
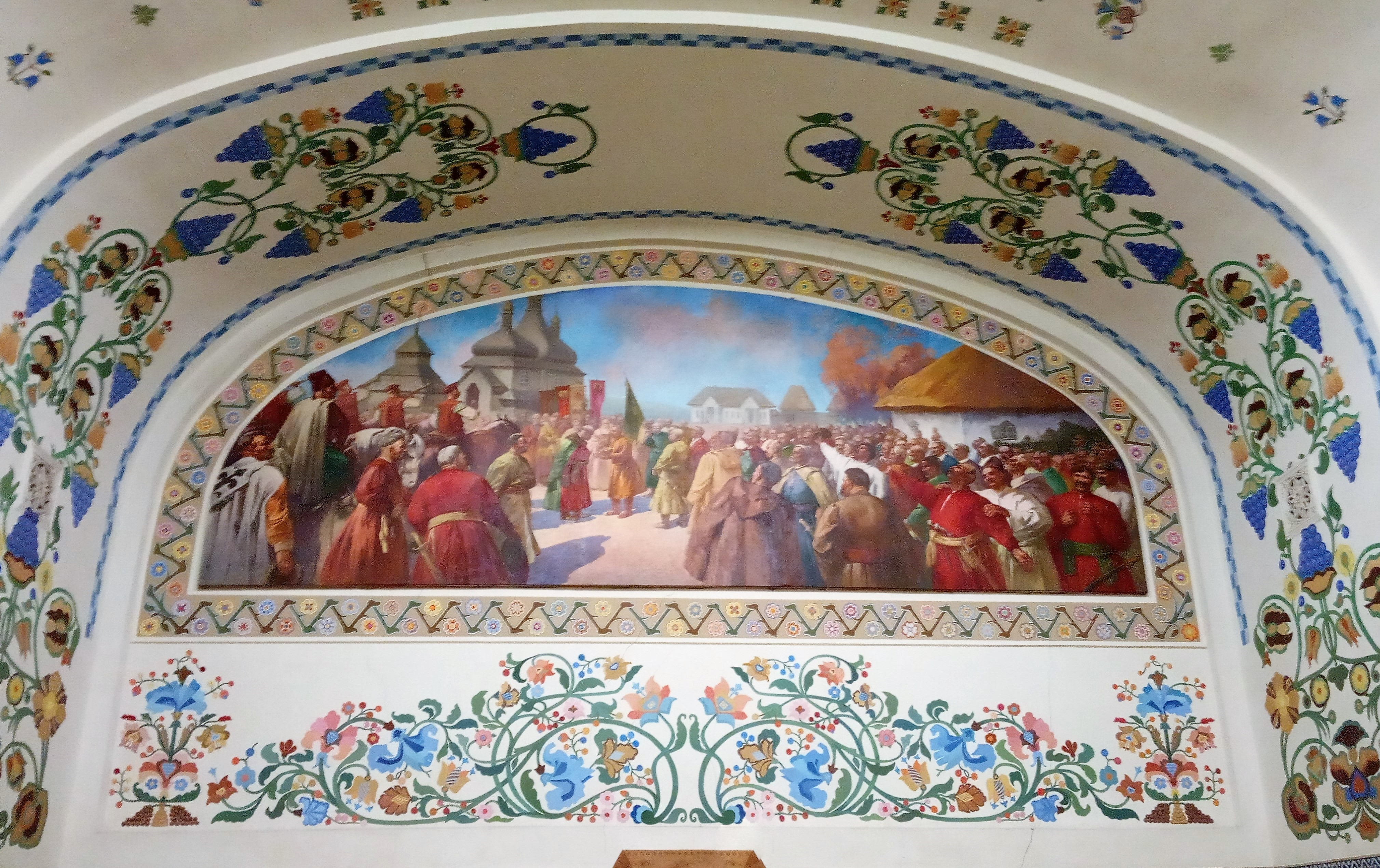
Рослинні орнаменти за ескізами Самокиша.
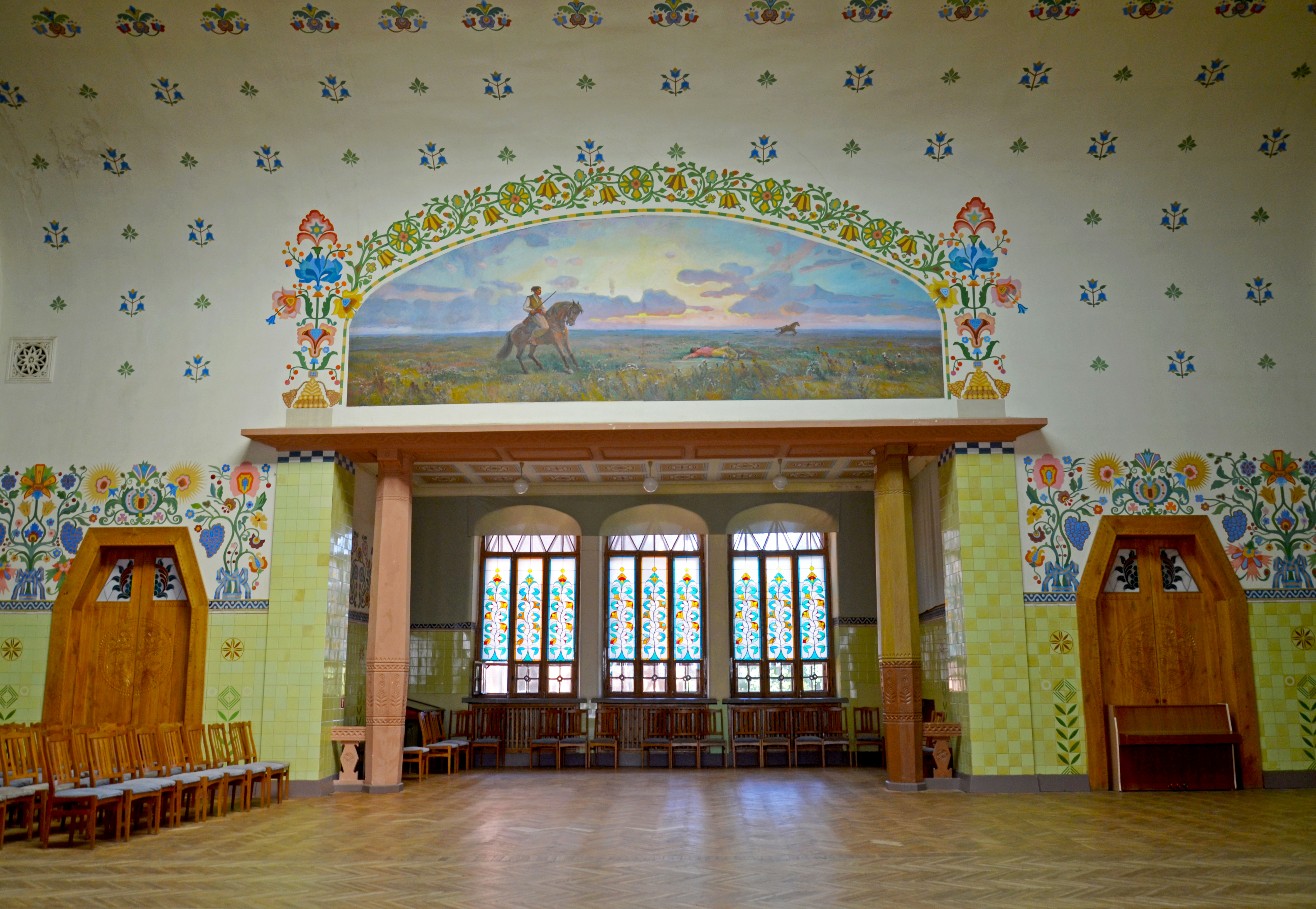
«Козак Голота і татарин» С. Васильківський і М. Самокиш.

У 1911 році Микола Самокиш, разом з дружиною Оленою Самокиш-Судковською виконав 5 панно для Царськосільського (нині Вітебського) вокзалу в Петербурзі. На другому поверсі, в «Картинному залі» (колишній зал чекання для пасажирів I і II класів) стіна прикрашена п'ятьма мальовничими панно на сюжети з історії Царськосельської залізниці:
- вид станції Царськосельської залізниці в Петербурзі в 1837 р.
- перша поїздка імператора Миколи I по Царськосельської залізниці в 1837 р.
- вид Павловського вокзалу Царськосельської залізниці в день 25-річчя дороги — 30 жовтня 1862 р.
- вид станції Царськосельської залізниці в Царському селі в 1902 р
- вид станції Царськосельської залізниці в Петербурзі в 1900 р.

Панно у Вітебському вокзалу
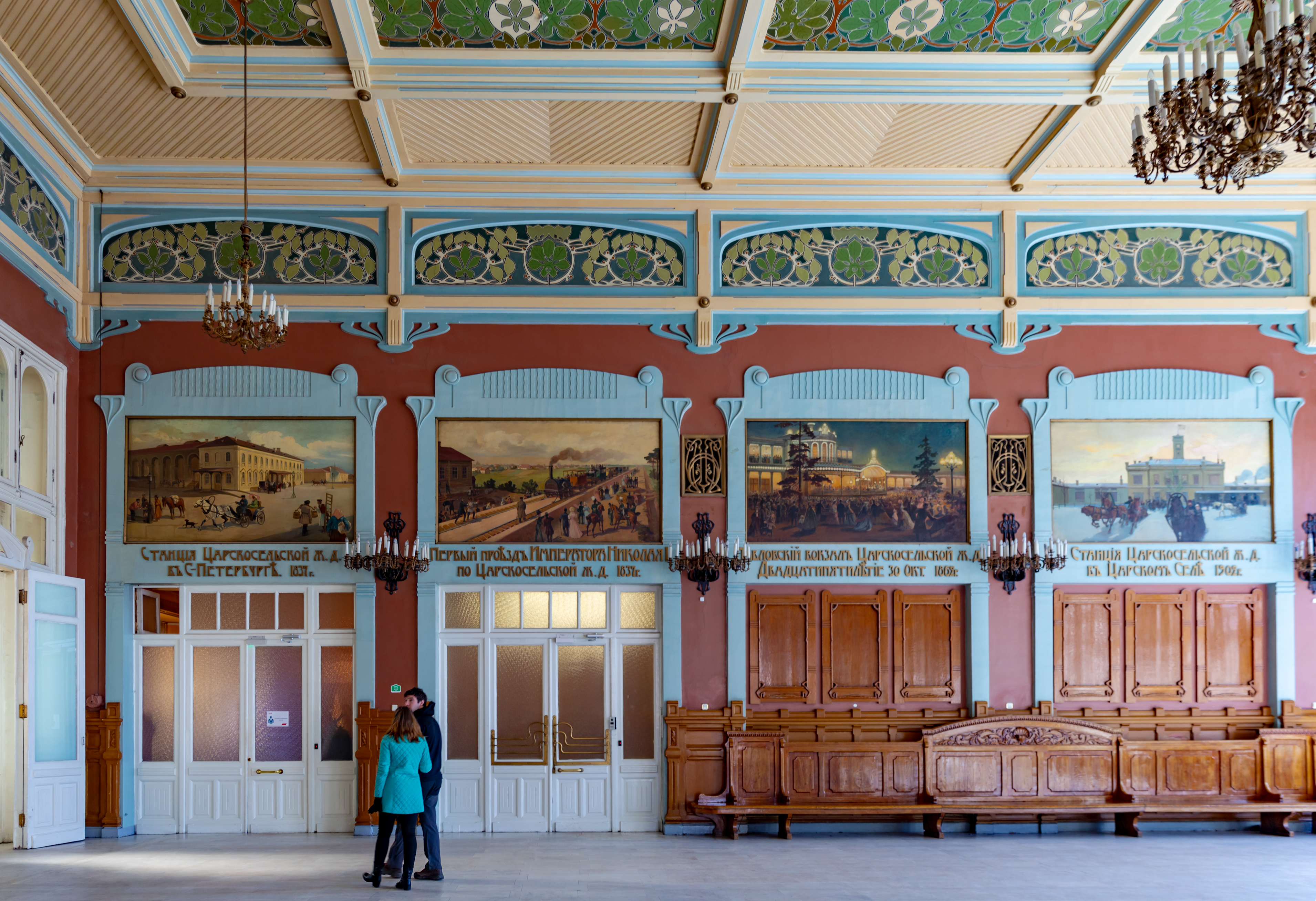
Панно в залі чекання.
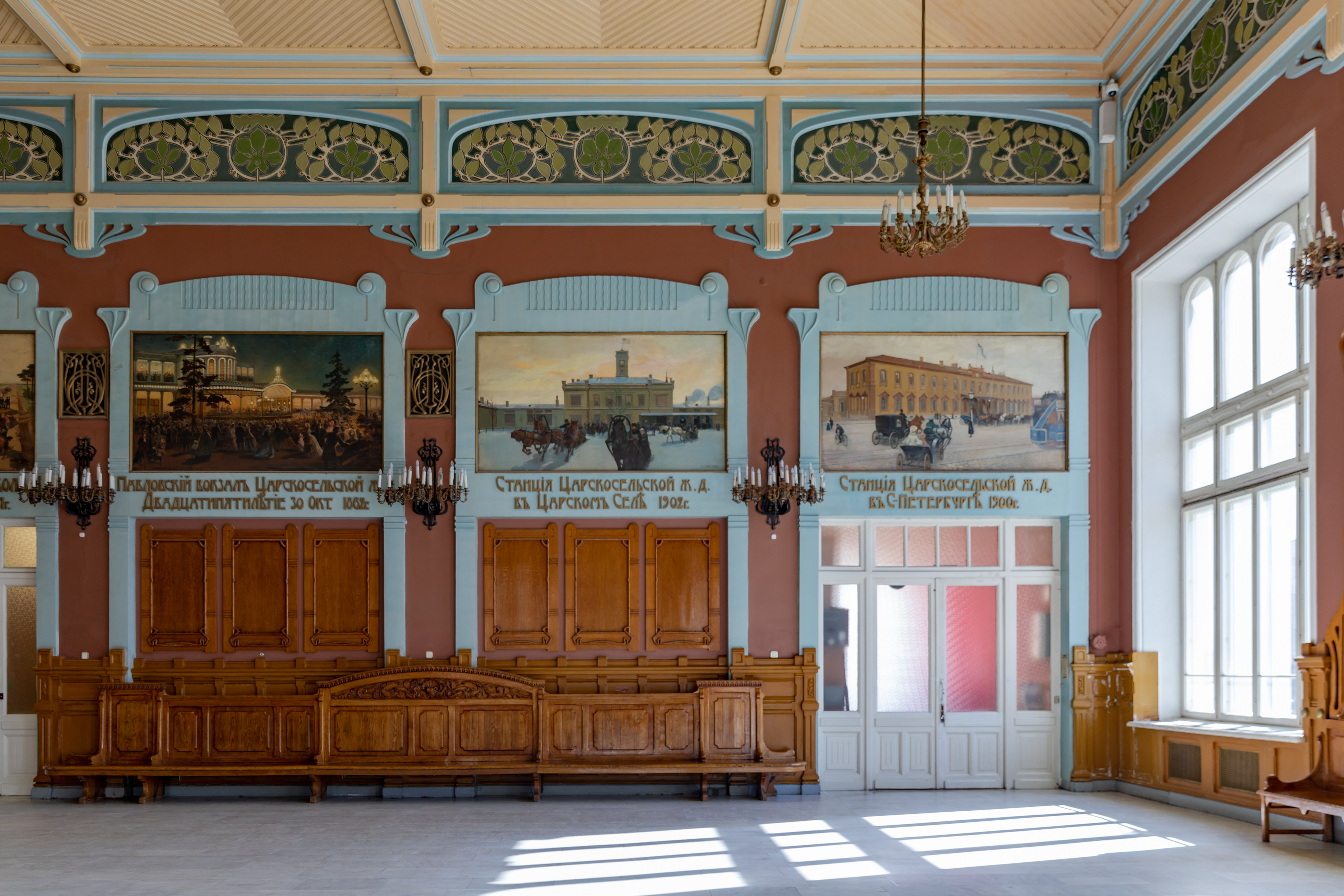
Панно в залі чекання.

Як великий знавець орнаменту, Самокиш розписує цілий під'їзд Харківського житлового будинку на вул. Дарвіна.

Проектував (у шкіцах) Микола Самокиш і меблі в українському стилі.

### Радянська тематика
Також намалював кілька картин на теми громадянської війни 1918—1922: «Атака Будьоннівської кавалерії» (1923), «Атака: Боротьба за прапор» (1929), «Кулеметна тачанка» (1930), «М. Щорс у бою під Черніговом»; картини «Голод у Криму в 1921—1922 рр.» (1923); діорама «Перехід Червоної Армії через Сиваш» (1935).

Ілюстрації на тему Громадянської війни 1918—1922
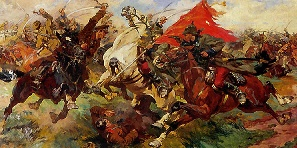
Атака: Бій за прапор (центральний фрагмент картини, 1922)
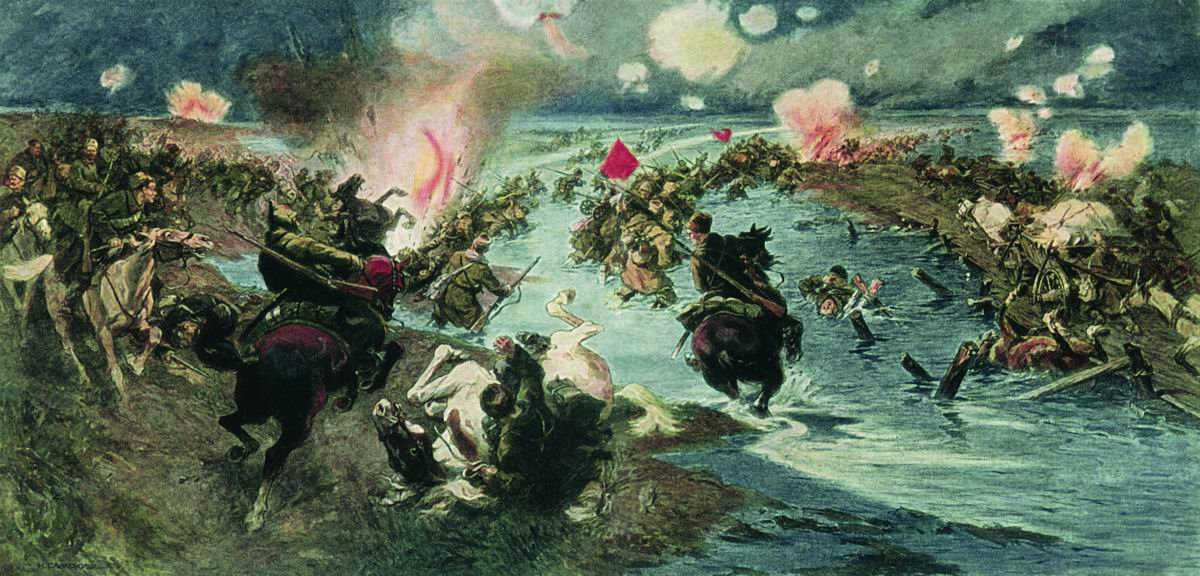
«Перехід Червоної Армії через Сиваш» (1935)
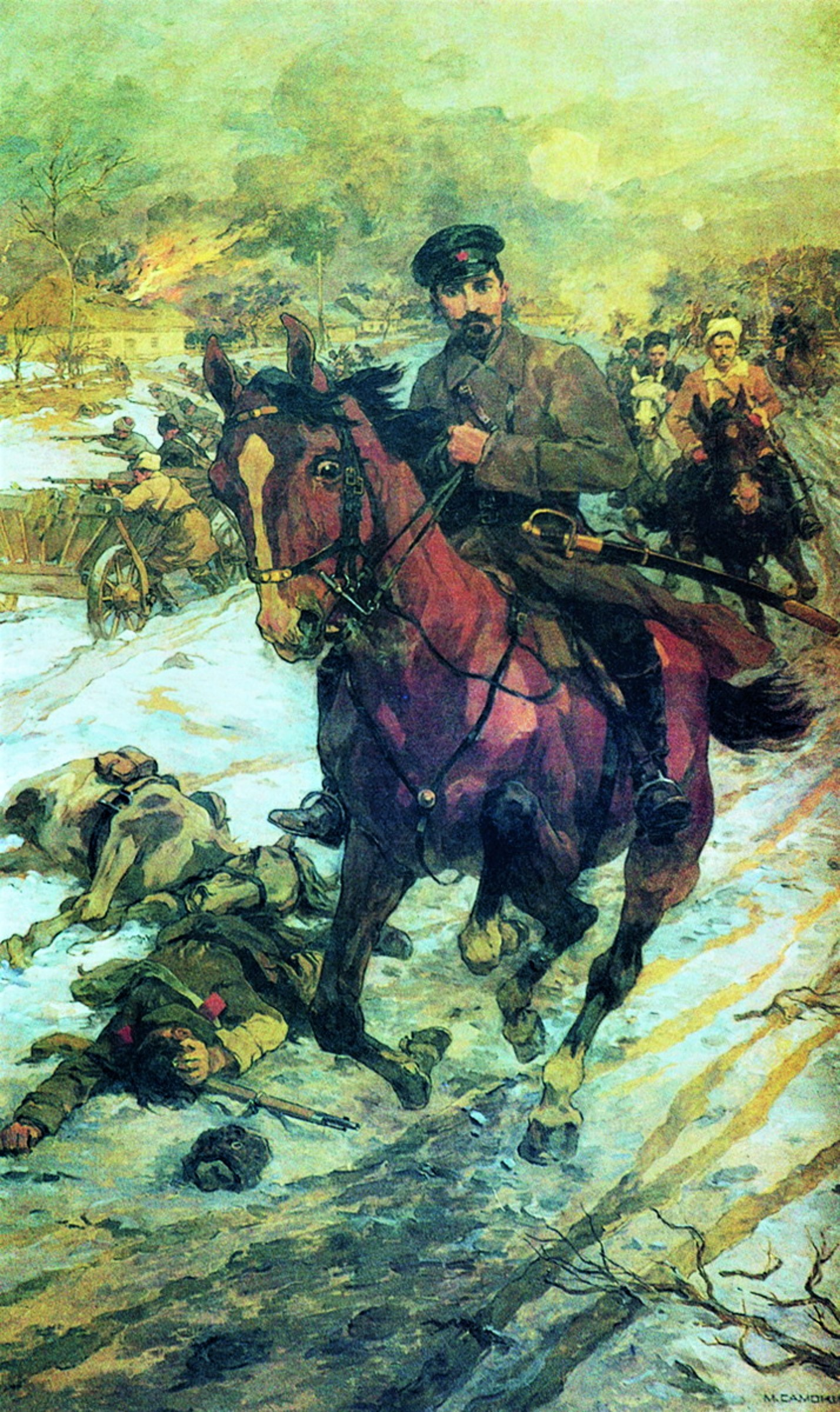
«М. Щорс у бою під Черніговом» (1938)

### Анімалістичний жанр
Самокиші належать перші й найбільш досконалі в українські мистецтві зразки анімалістичного жанру (картини «Табун орловських рисистих маток на водопої» (1889), «Материнство» (1911).
Художника Миколу Самокиша називали «поетом коней» — йому належать перші й найбільш досконалі в українські мистецтві зразки анімалістичного жанру. Коні стали головними героями його перших малюнків. 1929 року він написав: «Я любив дивитися на швидкий біг коня, і кінь у русі мені більше подобався, ніж у спокійному стані. Мені здавалося, що навіть найнекрасивіша, зморена шкапа під час швидкого бігу стає красивою й інтересною».
Влітку 1889 року в маєтку графа Іларіона Воронцова-Дашкова художник працював над картиною портрети коней графа «Табун орловських рисистих маток на водопої». До уваги глядачів художник представив більше десятка тварин на природі, на березі річки Цни. У різних позах, на різних планах розмістив майстер на полотні табун, який повільно йде на вечірній водопій. За пагорбом, з якого щойно спустилися коні, розмістилося село Новотомніково Тамбовської губернії, де був розташований вищезазначений маєток з кінним заводом. У 1890 році Микола Самокиш за картину «Табун орловських рисистих маток на водопої» здобув звання академіка.
У 1912–1917 роках Самокиш створив окрему серію малюнків, де коні не воюють, а позують йому. Він зобразив своїх героїв як самодостатніх істот — поряд з якими люди відіграють другорядну роль. Приміром, картина "Кронпринц" — гарний білий породистий кінь, який перемагає в перегонах. Жокей у колясці там наче й ні до чого — усю увагу привертає тварина.
Тут автор відійшов від свого принципу, що кінь має бути в русі, і зобразив своїх героїв як самодостатніх істот. Поряд з якими люди відіграють другорядну роль. От, приміром, з'явився "Кронпринц" — гарний білий породистий кінь, який перемагає в перегонах. Жокей у колясці там наче й ні до чого — усю увагу привертає тварина.

Ілюстрації з анімалістки
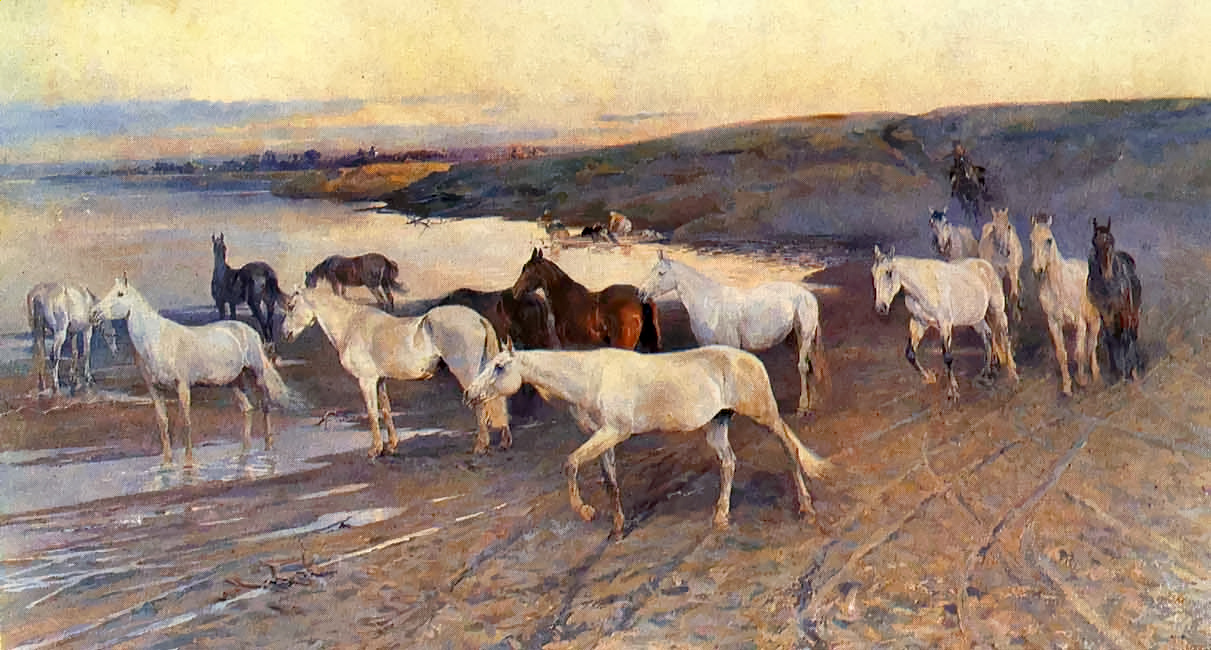
«Табун орлівських рисистих маток на водопої» (1889)
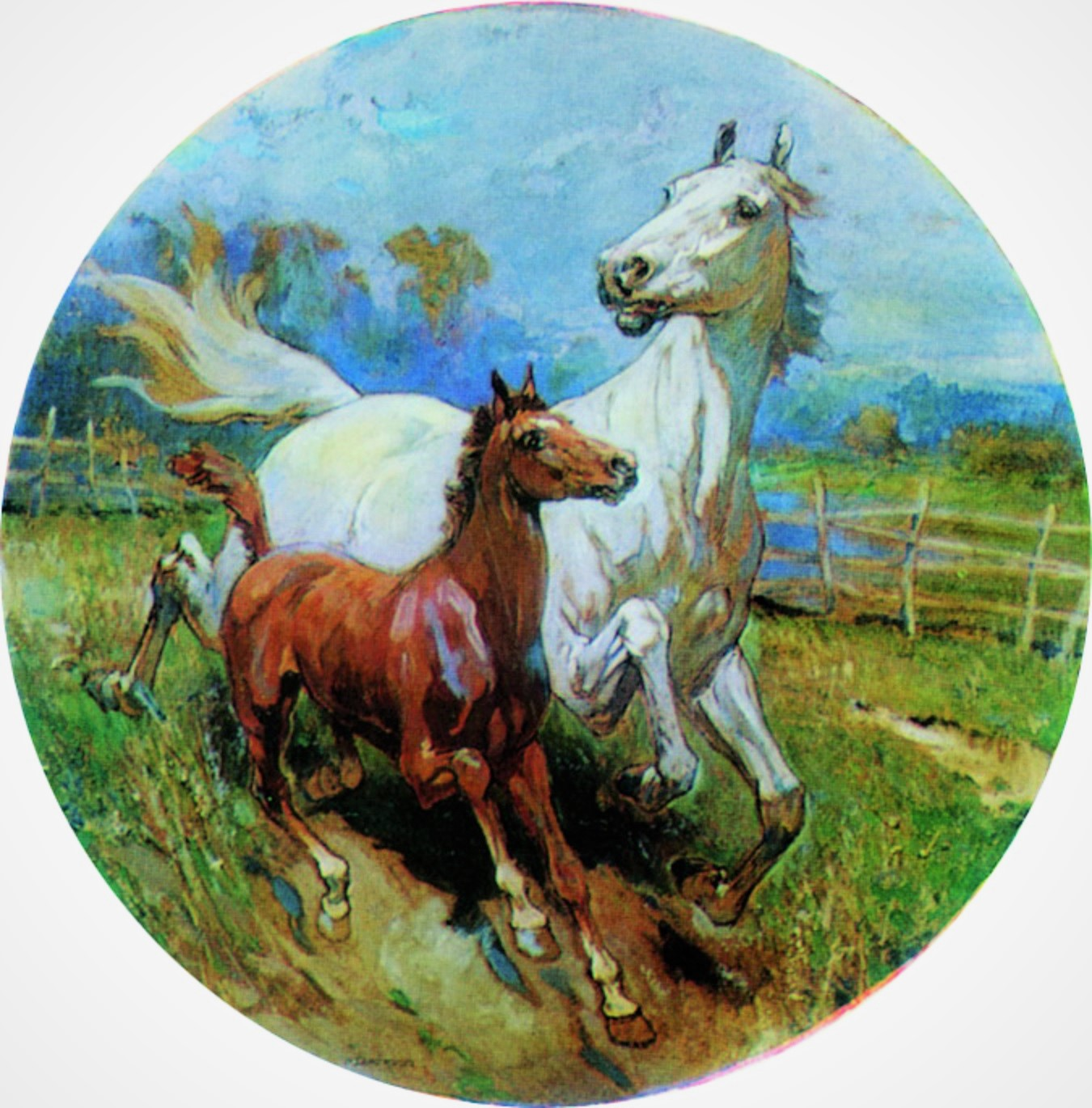
«Материнство» (1911)
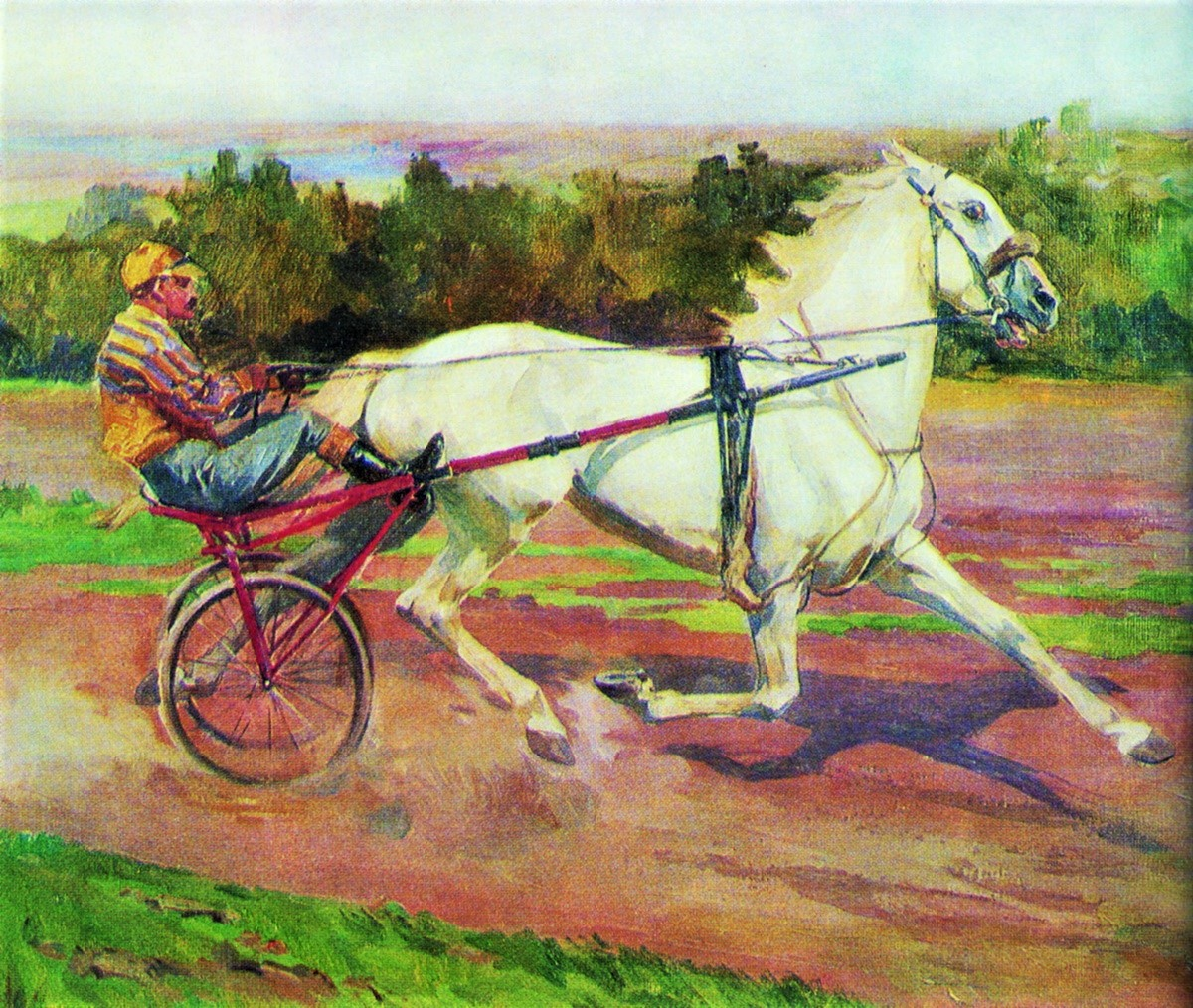
«Кронпринц» (1912)
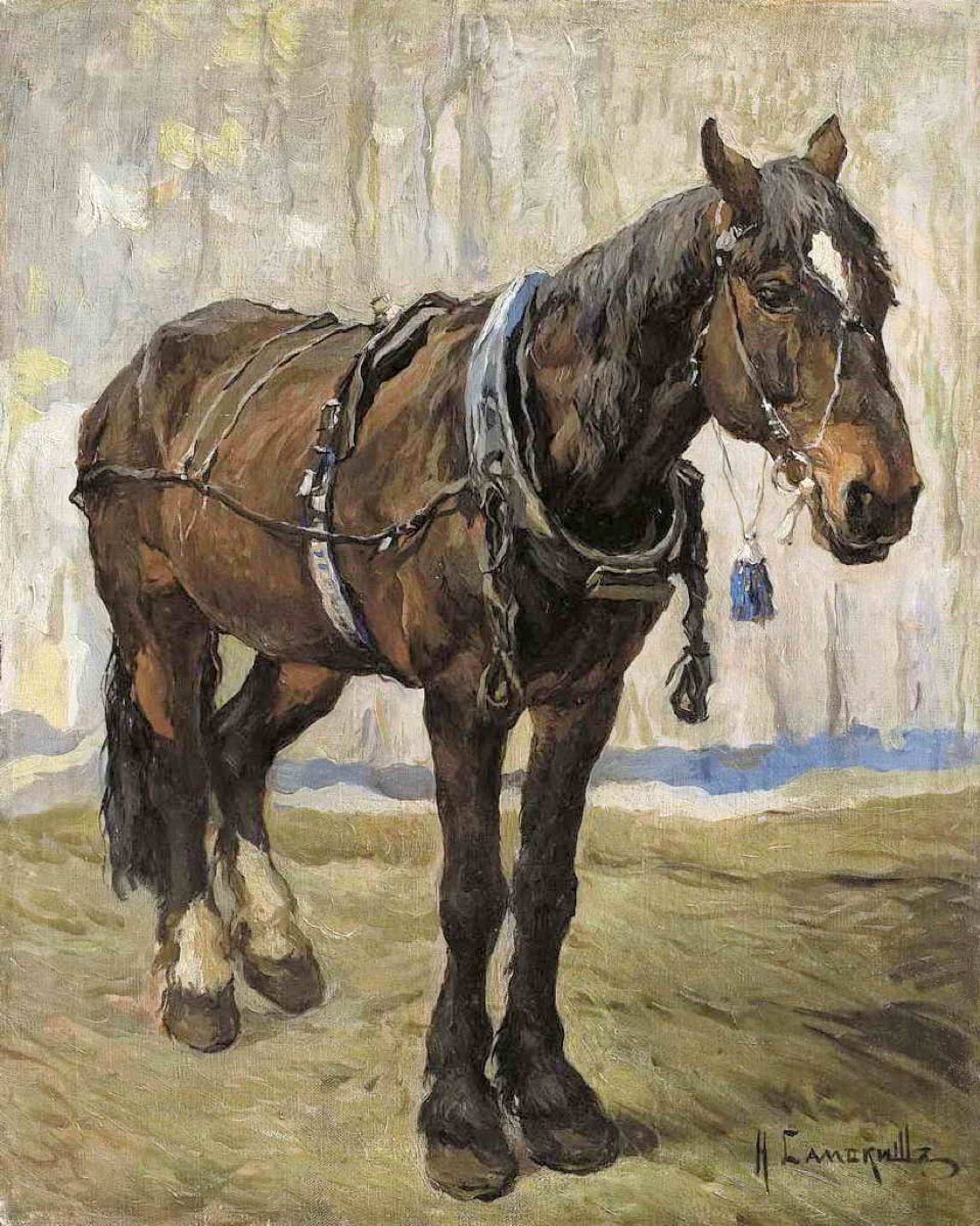
Кінь в упряжі
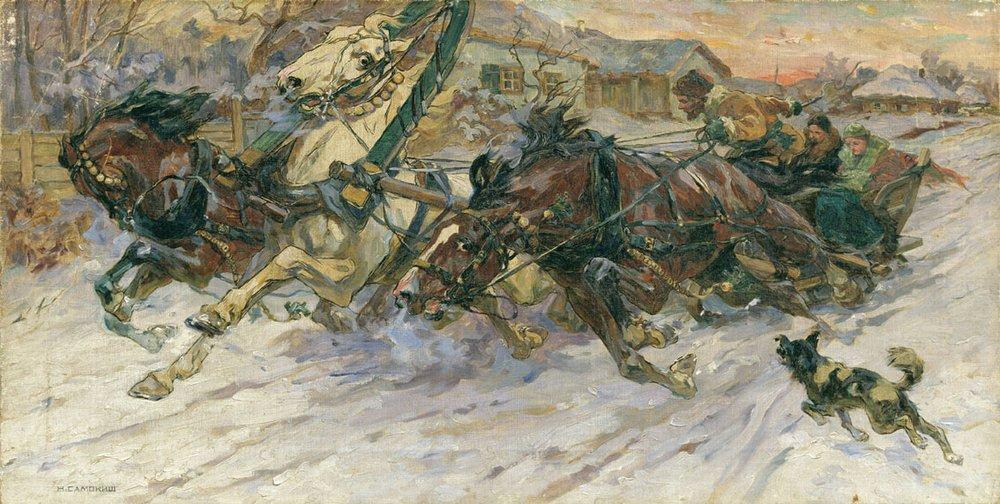
«Трійка», кінець XIX століття

### Академічний-імпресіоністичний стиль
В період радянської влади було прийнято критикувати Миколи Самокиша за те, що своєю творчістю він “прислужував” царській владі, виконуючи всілякі афіші, меню, ілюстрації до меморіальних книжок тощо, що не намагався зображувати внутрішні переживання солдатів, що знаходяться на фронті. Його докоряли в тому, що він не зблизився з передвижниками, що був сам по собі завжди і у всьому. У своїй творчості художник виступав продовжувачем традицій російського реалістичного мистецтва. Однак пізніше виробив власну манеру, в якій риси академічного мистецтва органічно поєднувалися з деякими імпресіоністичними прийомами, наприклад, вільної манерою письма широким пензлем. Такі приклади характерні, наприклад у картині «Заїжджий двір».

Академічний-імпресіоністичний стиль
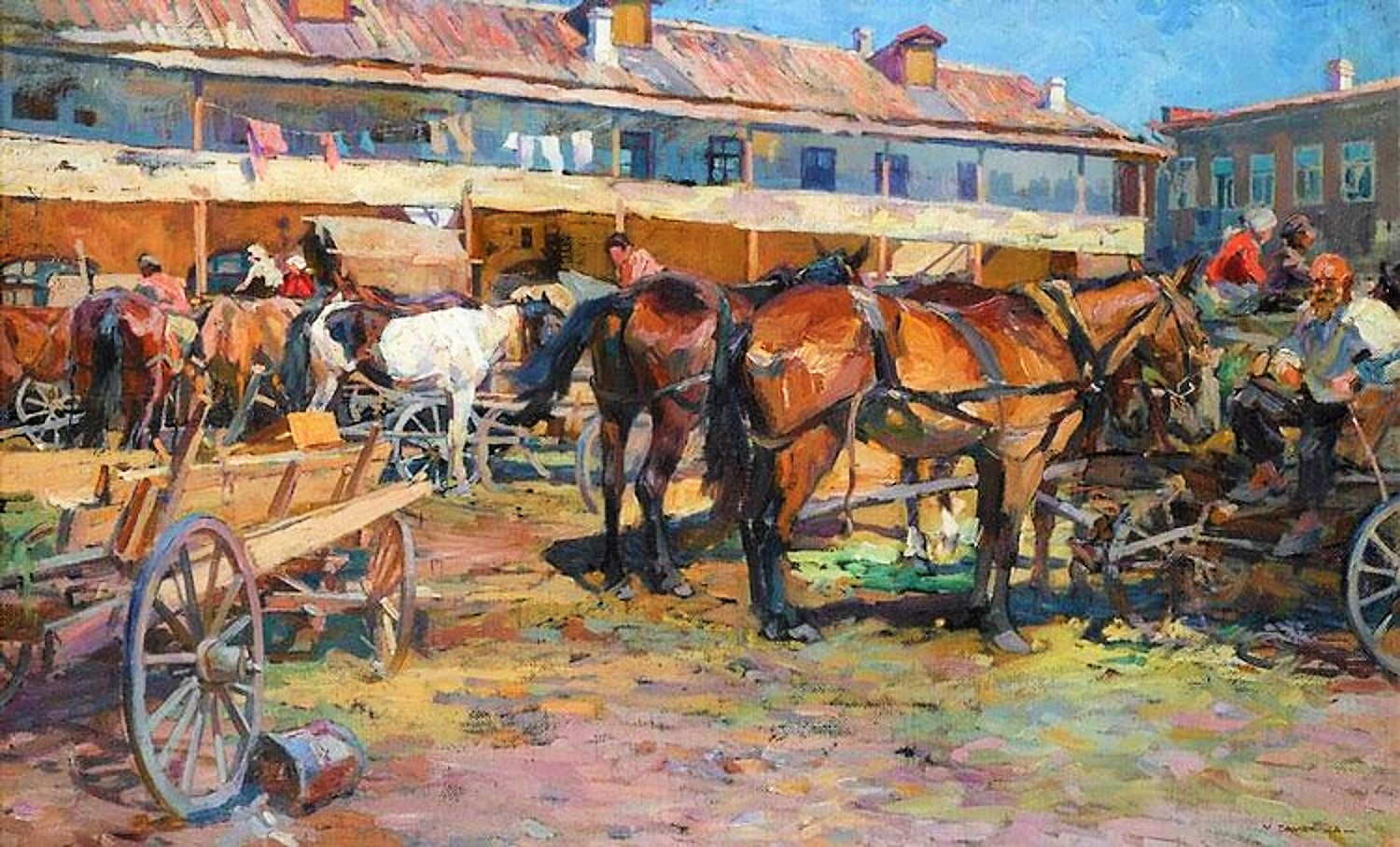
«Заїжджий двір»
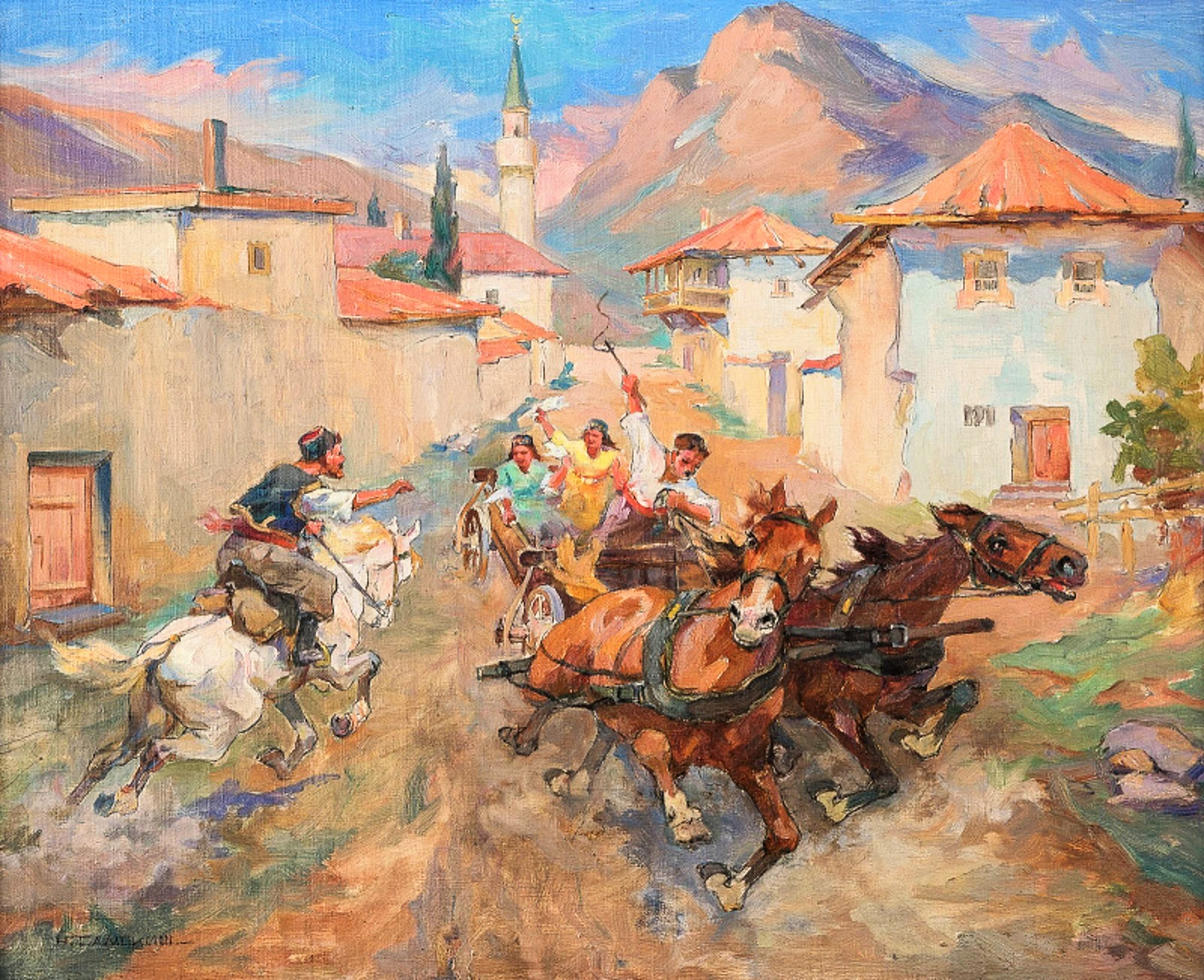
«Викрадення татарської нареченої у Криму» (1942)
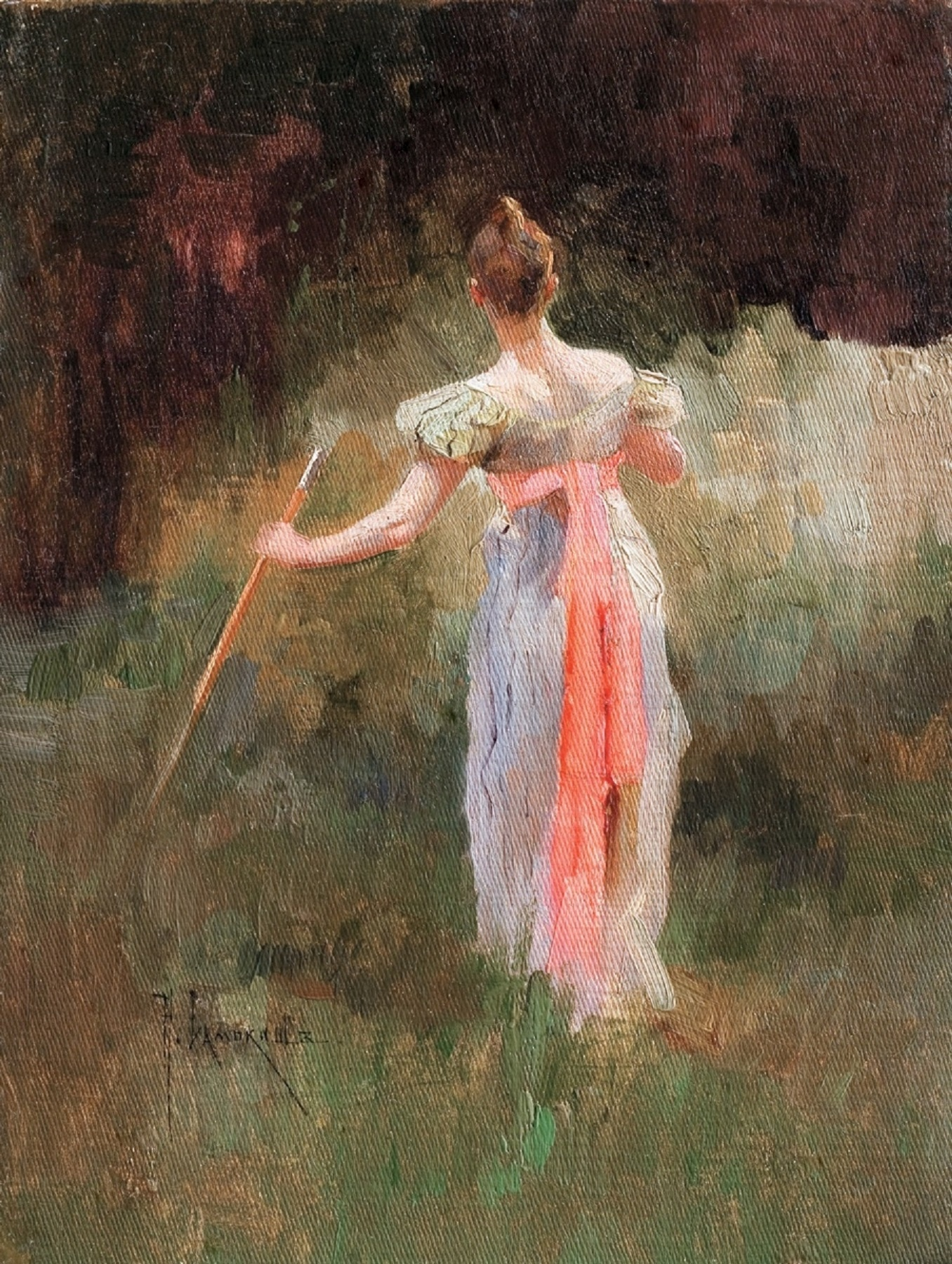
«На етюдах»
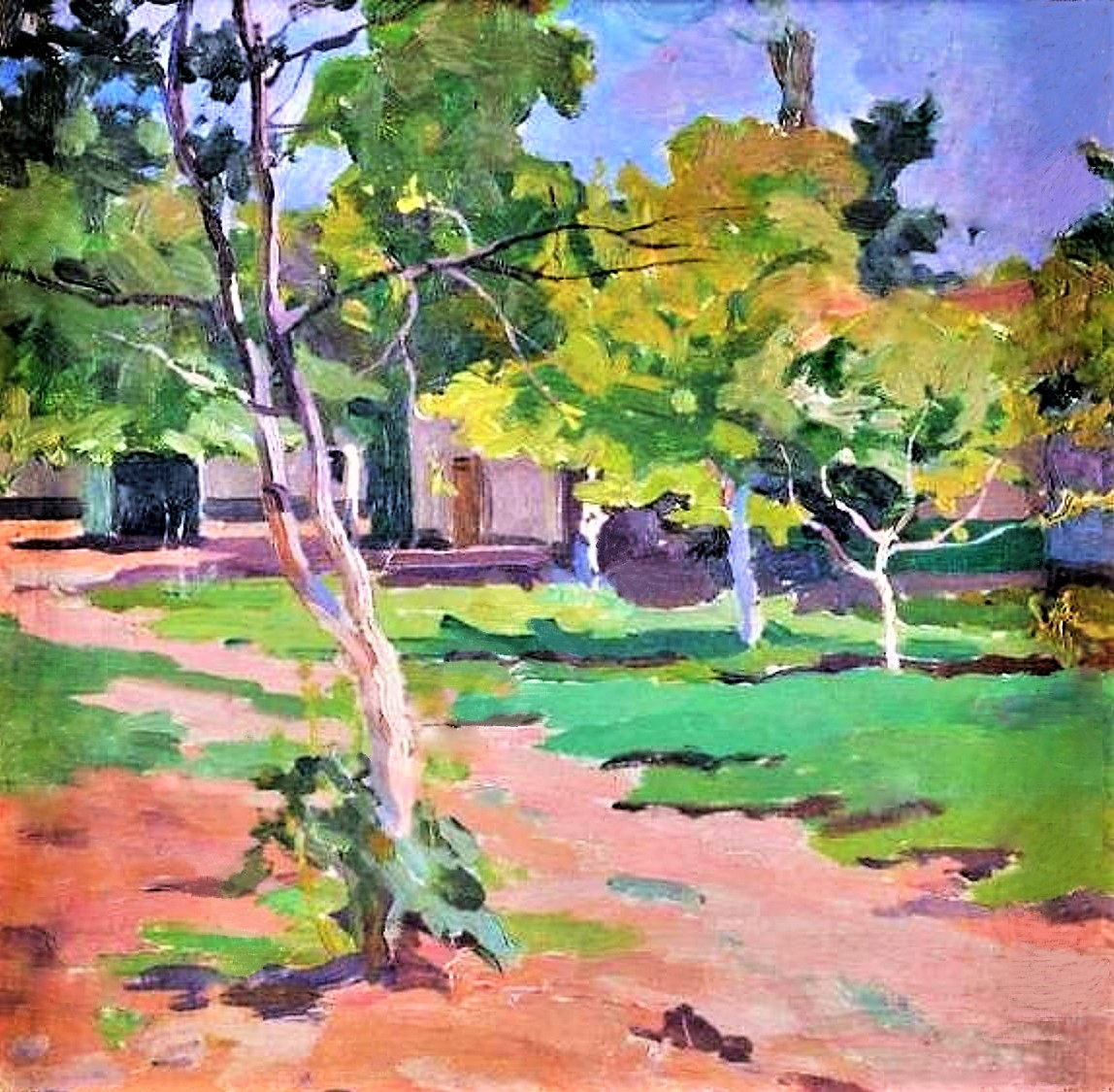
«Сад у влітку»

### Графічні роботи та ілюстрації
У спадщині Самокиша лишилися численні графічні роботи, з яких значна частина на батальні сюжети, виконані аквареллю, тушшю і олівцем; виконав кілька тисяч книжкових ілюстрацій, застосовуючи в них малярські засоби, зокрема ілюстрував українські книги, які розкривають важке становище українського народу в дореволюційні часи та його боротьбу за свободу: оповідання Марка Вовчка, повість «Микола Джеря» Івана Нечуя-Левицького, «Думу про Джуру», «Тарас Бульба» Миколи Гоголя та інші. В 1910 р. зробив обкладинки до журналу «Українська хата».
Самокиш став одним з найпопулярніших майстрів радянської журнальної та книжкової ілюстрації. Ілюстрації були розміщені у різних журналах, найбільше в російської «Нива» (1910, 1912, 1914-45, 1917), «Солнце России» (1914 —16), в «Український Мисливець і Рибалка» (1928).
Історія та побут України дали багато тем Миколі Семеновичу як художнику-ілюстратору. Його ілюстрації до повісті Гоголя "Тарас Бульба" вирізняються глибоким знанням типів та побуту запорожців. Дуже вдалими є ілюстрації "Запорожці гуляють" та "Виступ запорожців в похід проти ляхів".
Для творів Самокиша властива багатофігурність і динамічність композиції; його мистецька спадщина (понад 10 000 малюнків і графіки) зберігається в музеях України, Росії й у приватних колекціонерів.

Гравюра і графіка Самокиша
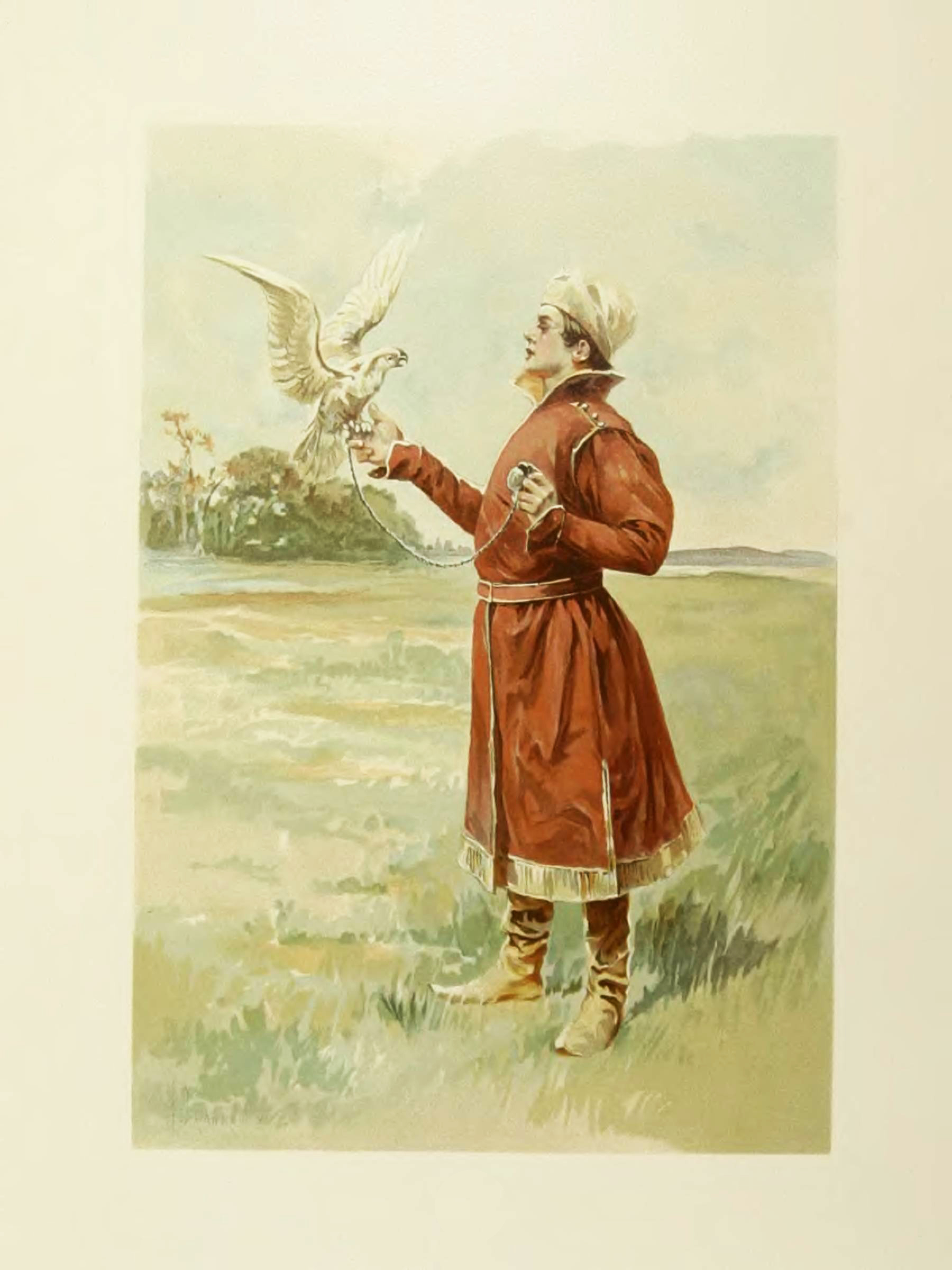
«Сокольник». Зображення для книги Н. І. Кутепова «Великокнязівське, царське й імператорське полювання на Русі», т. 1 (Петербург, 1896)
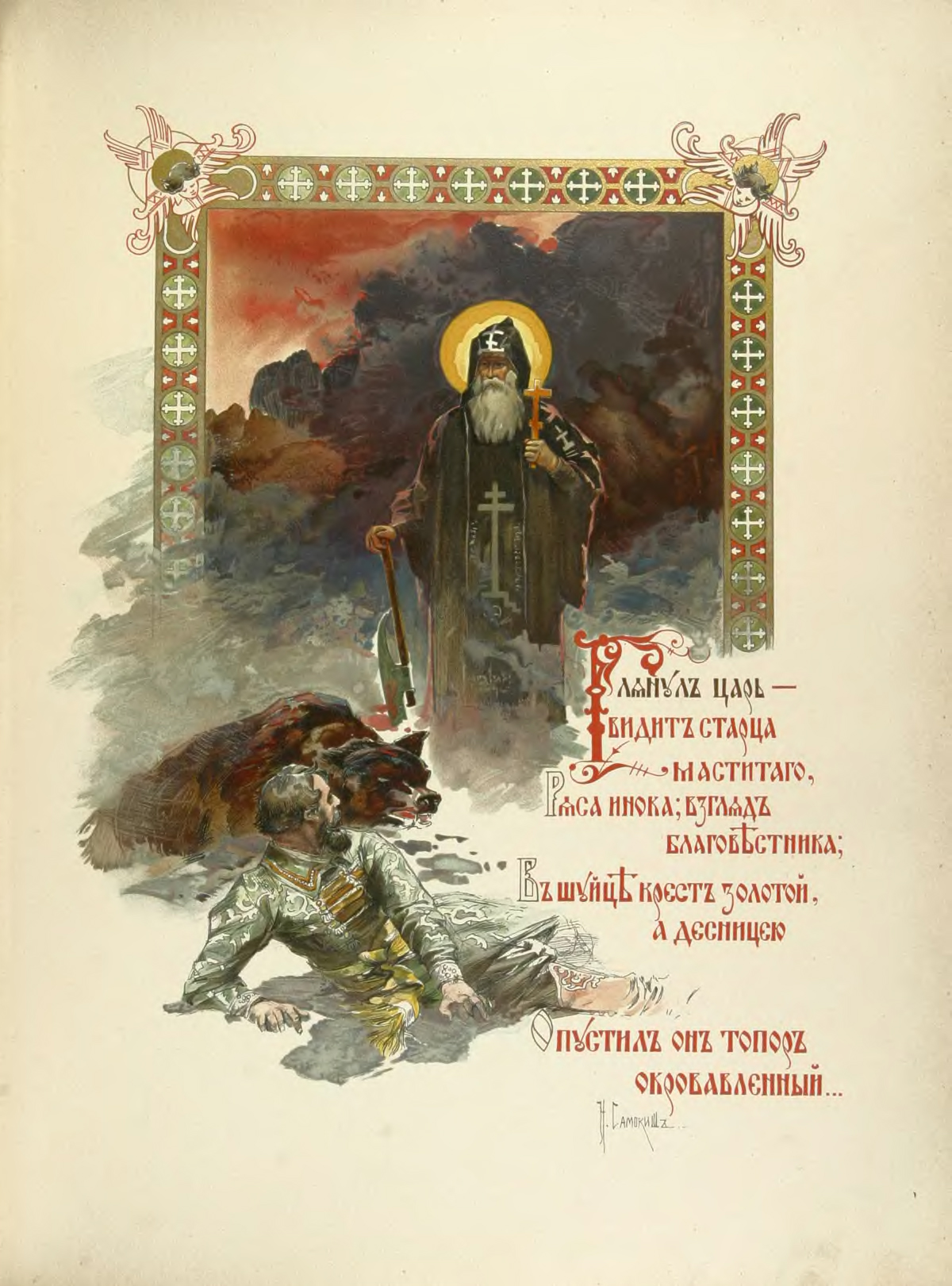
"Явління св. Сави Сторожевського", Ілюстрація до поеми Л. Мея «Спаситель». Зображення для книги Н. І. Кутепова «Великокнязівське, царське й імператорське полювання на Русі», т. 1 (Петербург, 1896)
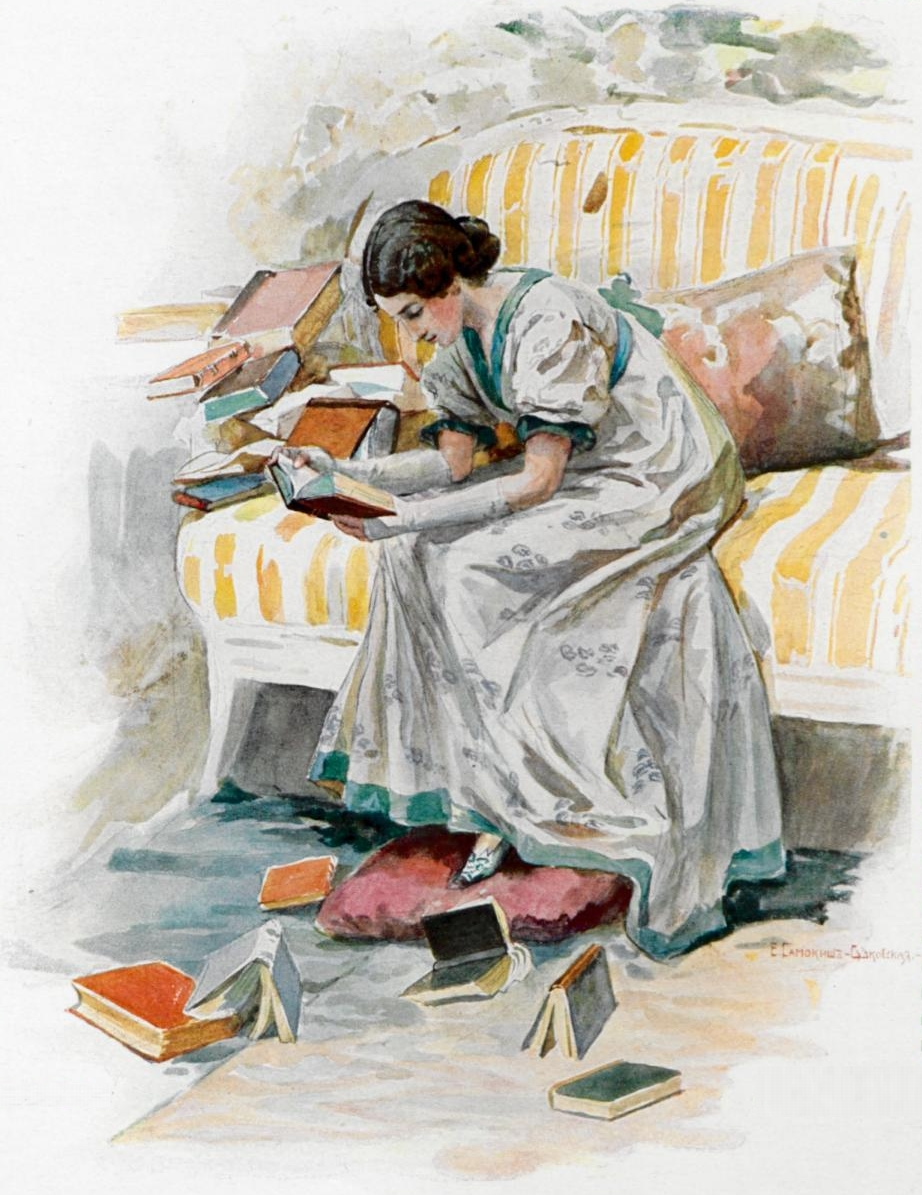
«Тетяна», Вид. Рішар (№ 680). (Петербург, між 1900-1904)
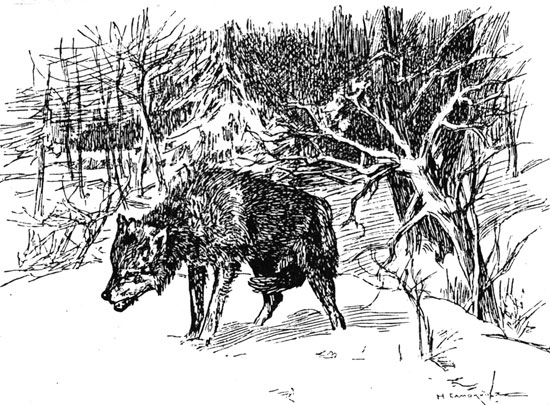
«Вовк». З навчального посібника «Малюнок пером»
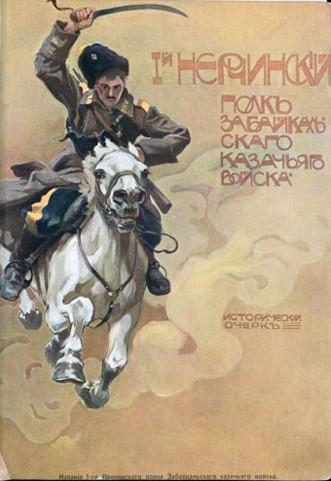
Обкладинка (1907)
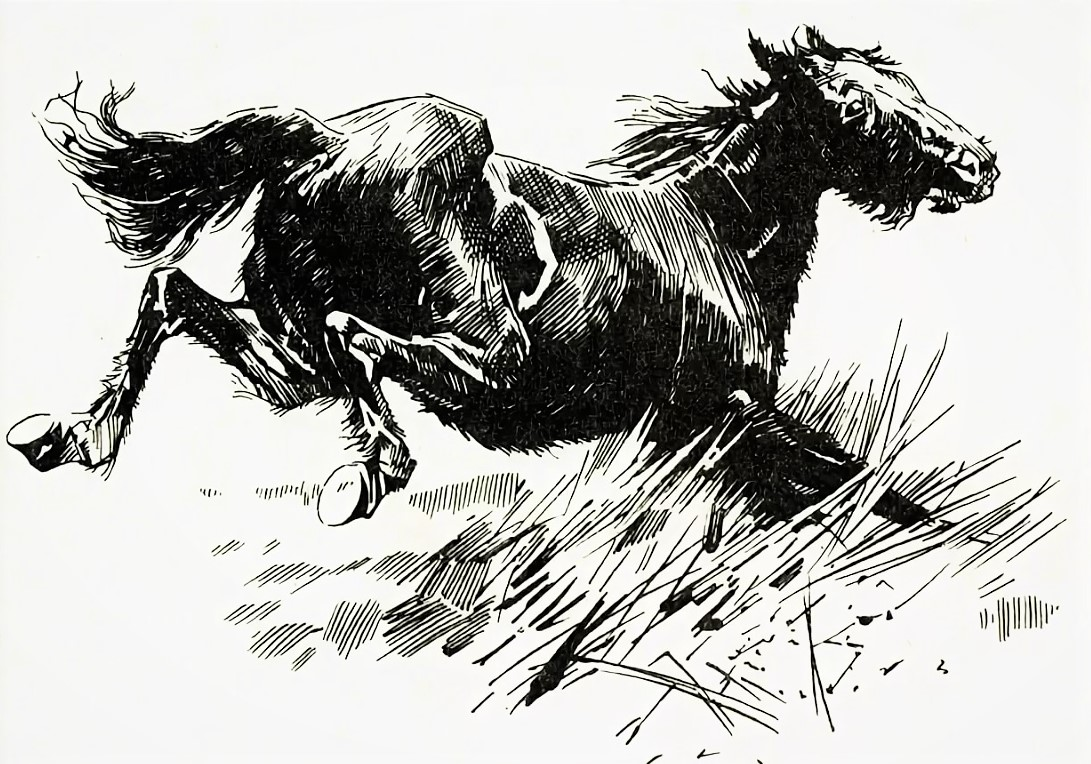
«Дикий кінь» із книги «Великокняжеская, царская и императорская охота на Руси» (1896)

## Учні

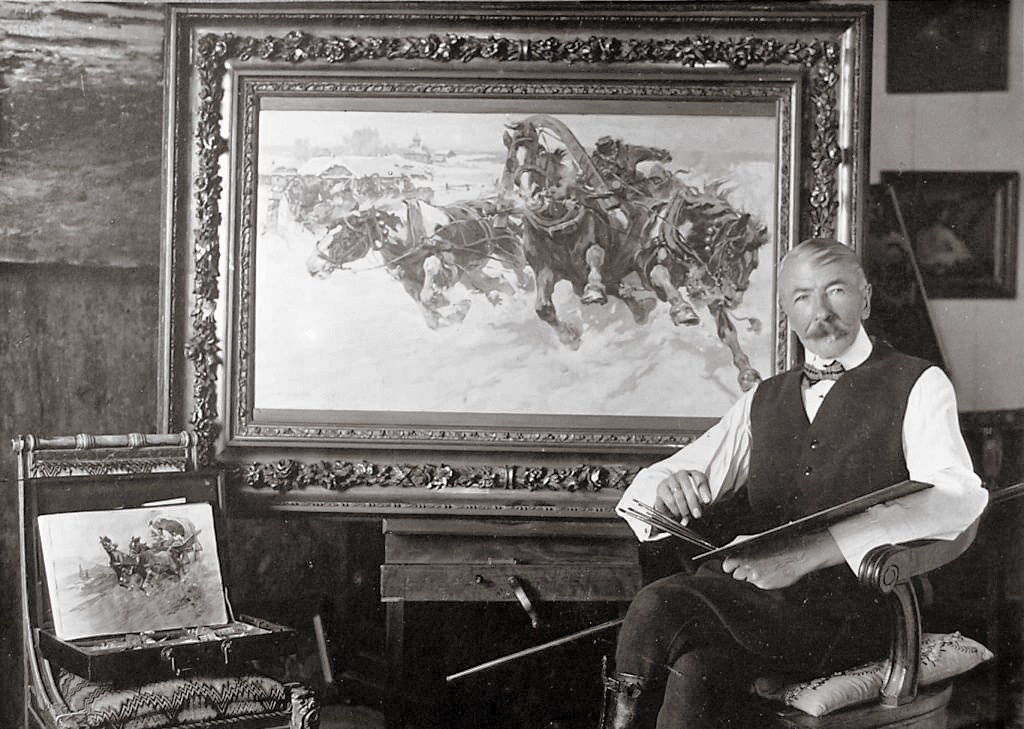
Микола Самокиш у студії, 1930-их рр.

- Авілов Михайло Іванович
- Чернов Леонід Іванович

## Нагороди
- Орден Святого Володимира 4-го ступенню.
- Заслужений діяч мистецтв РРФСР.
- Сталінська премія 2-го ступенню.
- Орден Трудового Червоного Прапора.
- Срібна медаль Всесвітньої виставки в Парижі.

## Пам'ять
- Один з куточків Ніжинського поштового музею присвячений творчості художника.[26]

- 25 липня 1945 в Харкові в будинку, де жив і працював Микола Самокиш, відкрито музей. Експозиція музею складалась з ранніх творів художника та його картин від часу російсько-японської та Першої світової воєн.[27]
- В Харкові на честь Миколи Самокиша названо провулок Самокиша.
- Іменем Миколи Самокиша назване Художнє училище в м. Сімферополь (АР Крим).
- Про Миколу Самокиша створено документальний фільм (1966, реж. Євгенія Григорович).
- В Харкові, на будинку де жив і творив Самокиш (вул. Дарвіна, 37), встановлена меморіальна дошка. Самокиш винаймав квартиру тут від архітектора Олександра Бекетова з 1929 до 1941 року.[26][25]